# Södra Teaterns uppsättningar
Det här är en lista över Södra Teatern i Stockholms uppsättningar.

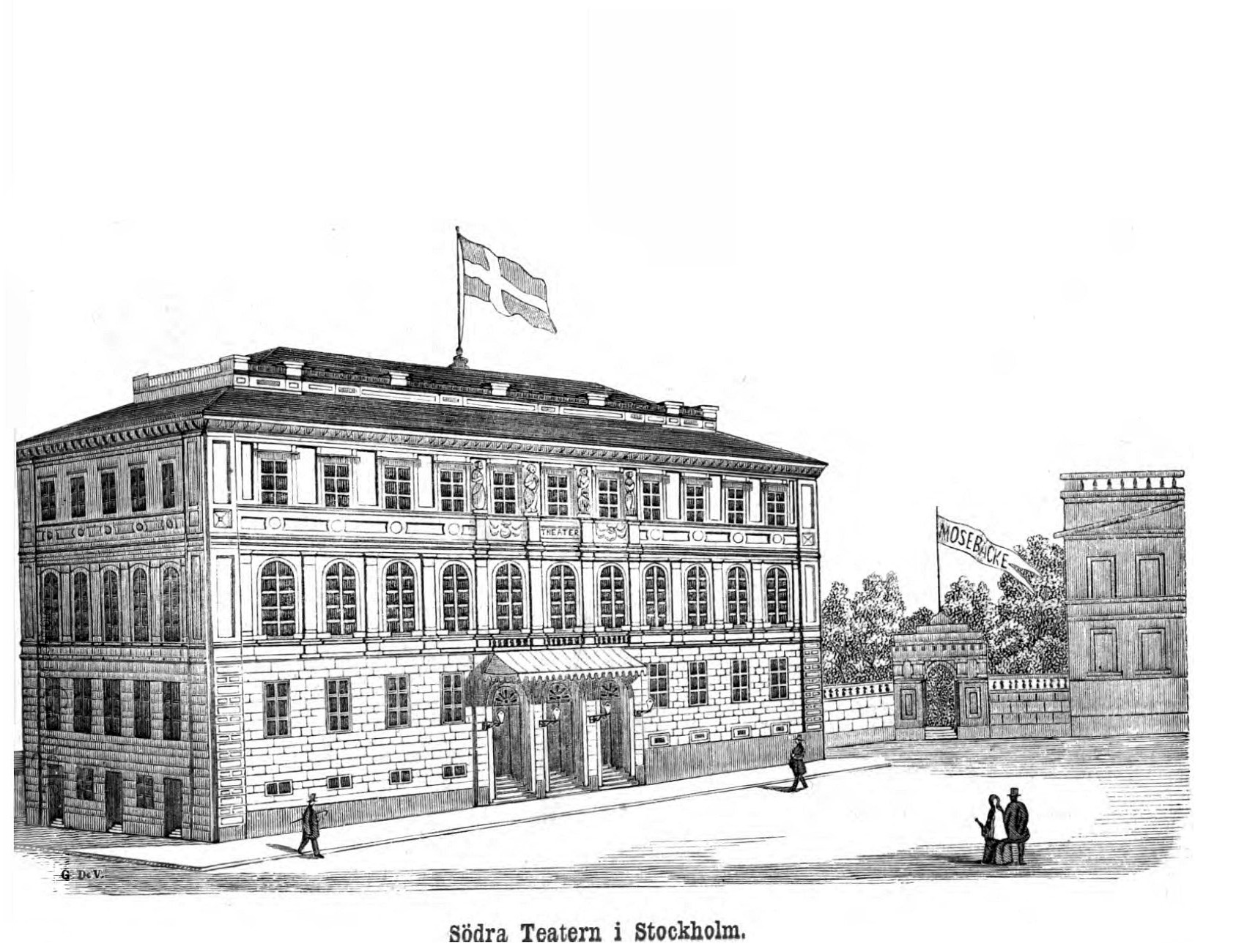
Södra Teatern 1862

## Ludvig Zetterholm (1859–1873)
| År   | Produktion                                                                                             | Upphovsmän                                                                           | Noter |
| ---- | --- | ------------------------------------------------------------------------------------ | --- |
| 1859 | Invigningen                                                                                            | Frans Hedberg                                                                        | Premiär 1 december 1859 Invigningspjäs 6 föreställningar |
| 1859 | Aldrig för sent                                                                                        | Frans Hedberg                                                                        | Premiär 1 december 1859 Invigningspjäs |
| 1859 | Bror Jonathan eller Oxhandlaren från Småland Stadt und Land, oder Der Viehhändler aus Ober-Oesterreich | Friedrich Kaiser Bearbetning August Säfström                                         | Premiär 13 december 1859 |
| 1859 | Studenterna                                                                                            | Uller                                                                                | Premiär 13 december 1859 |
| 1859 | Skeppsgossen                                                                                           | Émile Souvestre                                                                      | Premiär 26 december 1859 |
| 1859 | Herre, var så god och tag bort er dotter! Otez votre fille, s'il vous plaît                            | Eugène Labiche och Marc-Michel                                                       | Premiär 26 december 1859 |
| 1859 | Västerlånggatan, Skeppsbron och Blasieholmen                                                           |                                                                                      | Premiär 27 december 1859 |
| 1859 | En svartsjuk tok                                                                                       | Uller                                                                                | Premiär 27 december 1859 |
| 1859 | Vem blev rådmanska?                                                                                    | Max                                                                                  | Premiär 29 december 1859 |
| 1860 | En clairvoyant Penicaut le somnambule                                                                  | Henri Horace Meyer och Narcisse Fournier                                             | Premiär 1 januari 1860 |
| 1860 | Slutbalen                                                                                              | Frans Hedberg                                                                        | Premiär 1 januari 1860 |
| 1860 | Smyghandlarna Die Schleichhändler                                                                      | Ernst Raupach                                                                        | Premiär 8 januari 1860 |
| 1860 | Konsten att misshaga L'Art de déplaire                                                                 | Mélesville och Frédéric de Courcy Översättning L.A. Malmgren                         | Premiär 9 januari 1860 |
| 1860 | Ulvar i fårakläder                                                                                     | Frans Hedberg                                                                        | Premiär 12 januari 1860 |
| 1860 | Hin ondes skägg La Queue du diable                                                                     | Clairville och Jules Cordier                                                         | Premiär 26 januari 1860 |
| 1860 | Nyckeln till kassakistan Les femmes qui pleurent                                                       | Siraudin och Lambert Thiboust Översättning Ernst Wallmark                            | Premiär 28 januari 1860 |
| 1860 | En man som har otur Les petites miseres de la vie humaine                                              | Clairville Översättning Ernst Wallmark                                               | Premiär 18 februari 1860 |
| 1860 | Korpral Lustig                                                                                         | August Säfström                                                                      | Premiär 25 februari 1860 |
| 1860 | En midsommarnatt i Dalarna Huldrebakken                                                                | Erik Bøgh                                                                            | Premiär 6 mars 1860 |
| 1860 | Släktingar och pengar Die Verwandtschaften                                                             | August von Kotzebue                                                                  | Premiär 10 mars 1860 |
| 1860 | Kalifens äventyr Kalifen paa eventyr                                                                   | Erik Bøgh Bearbetning Frans Hedberg                                                  | Premiär 10 april 1860 Scenografi Fritz Ahlgrensson |
| 1860 | Marie-Jeanne eller Kvinnan av folket Marie-Jeanne ou, La femme du peuple                               | Adolphe d'Ennery och Julien de Mallian                                               | Premiär 28 april 1860 |
| 1860 | En pärla bland äkta män La perla dei mariti, ossia, Benedetto e Domiziano                              | Gherardi Del Testa Översättning J.G. Sunnerdahl                                      | Premiär 28 april 1860 |
| 1860 | Kröningsfesten                                                                                         | Frans Hedberg                                                                        | Premiär 3 maj 1860 |
| 1860 | En huvudpassion Die Organe des Gehirns                                                                 | August von Kotzebue Bearbetning Frans Hedberg                                        | Premiär 24 maj 1860 |
| 1860 | Äpplet faller inte långt från trädet Une Fille terrible                                                | Eugène Deligny                                                                       | Premiär 24 maj 1860 |
| 1860 | Handelsexpediten Casimir, ou Le commis-voyageur                                                        | Paul Duport och Laurencin                                                            | Premiär 28 maj 1860 |
| 1860 | Ännu en gång den svaga sidan                                                                           | Ludvig Josephson                                                                     | Premiär 28 maj 1860 |
| 1860 | För tidigt!                                                                                            |                                                                                      | Premiär 16 oktober 1860 |
| 1860 | De nervretliga Les gens nerveux                                                                        | Théodore Barrière och Victorien Sardou                                               | Premiär 16 oktober 1860 |
| 1860 | Hantverkaren L'Ouvrier                                                                                 | Frédéric Soulié                                                                      | Premiär 24 oktober 1860 |
| 1860 | Ungkarl och äkta man                                                                                   |                                                                                      | Premiär 27 oktober 1860 |
| 1860 | En spegel för äkta makar Die Eifersüchtigen                                                            | Roderich Benedix                                                                     | Premiär 9 november 1860 |
| 1860 | Kärlek och upptåg                                                                                      | Uller                                                                                | Premiär 9 november 1860 |
| 1860 | Åldtgesällen eller Hand och hufvud Les Compagnons de la truelle                                        | Théodore Cogniard och Clairville Översättning August Säfström                        | Premiär 29 november 1860 11 föreställningar |
| 1860 | Han väntar på sin börs Quand on attend sa bourse                                                       | Marc-Michel och Laurencin                                                            | Premiär 14 december 1860 |
| 1860 | Tantens glömska                                                                                        | Aurora von Quanten                                                                   | Premiär 14 december 1860 |
| 1860 | Den grå paletån                                                                                        | Erik Bøgh                                                                            | Premiär 14 december 1860 |
| 1861 | En ung flicka                                                                                          | Carl August Görner och Alexander Pann                                                | Premiär 1 januari 1861 |
| 1861 | Slutbalen n:o 2                                                                                        | Frans Hedberg                                                                        | Premiär 1 januari 1861 |
| 1861 | Herr Jönssons äventyr i Spanien Purzel in Spanien                                                      | Gustav Räder Bearbetning Johan Fredrik Lundgrén                                      | Premiär 23 januari 1861 |
| 1861 | Fem millioner i en vindskammare Risette, ou Les millions de la mansarde                                | Edmond About Översättning Isidor Högfeldt                                            | Premiär 15 februari 1861 |
| 1861 | En bättre affär                                                                                        | Axel Krook                                                                           | Premiär 15 februari 1861 |
| 1861 | Ett Stockholmsgenie Le comedien de salon                                                               | Edmond Rochefort Bearbetning Frans Hedberg                                           | Premiär 15 februari 1861 |
| 1861 | Bror Jonathan eller Oxhandlaren från Småland Stadt und Land, oder Der Viehhändler aus Ober-Oesterreich | Friedrich Kaiser Bearbetning August Säfström                                         | Premiär 21 februari 1861 |
| 1861 | Valbrogsmässoaftonen                                                                                   | Frans Hedberg                                                                        | Premiär 25 februari 1861 |
| 1861 | Ulvar i fårakläder                                                                                     | Frans Hedberg                                                                        | Premiär 28 februari 1861 |
| 1861 | Min hustru vill så ha det                                                                              | Frans Hedberg                                                                        | Premiär 4 mars 1861 |
| 1861 | Tre för en                                                                                             | Erik Bøgh Bearbetning Frans Hedberg                                                  | Premiär 10 mars 1861 |
| 1861 | Informatorn On demande un gouverneur                                                                   | Adrien Decourcelle och Adolphe Jaime                                                 | Premiär 22 mars 1861 |
| 1861 | Den faderlöse                                                                                          | Auguste Leblanc                                                                      | Premiär 22 mars 1861 |
| 1861 | Kamrer Tuting                                                                                          | G.W. Blachet                                                                         | Premiär 4 april 1861 |
| 1861 | Regeringens ombud Ревизор, Revizor                                                                     | Nikolaj Gogol Översättning Fredrik August Dahlgren                                   | Premiär 12 april 1861 Edvard Caspér, Emma Charlotta Rådeström, Erika Johansson, Carl Gustaf Lindström, Johan Fredrik Paul, Pehr Gustaf Rådeström, Ludvig Zetterholm, Constantin Rohde, Anders Wilhelm Nyforss, Carl Ferdinand Thegerström, Gustaf Bergström, Johan August Blomqvist, Johan Fredrik Blomqvist, Harald Apelbom |
| 1861 | N:o 5 Eine Hotelgeschichte, oder Nr. 5                                                                 | Karl August Görner och Georg Belly                                                   | Premiär 12 april 1861 |
| 1861 | Upptågsmakaren eller Trägen vinner Der Wildfang                                                        | August von Kotzebue Bearbetning Frans Hedberg                                        | Premiär 21 april 1861 |
| 1861 | Frun av stånd och frun i ståndet                                                                       | Frans Hedberg                                                                        | Premiär 3 maj 1861 |
| 1861 | Surpriserna eller Skomakaren och hans fru Monsieur et Madame Galochard                                 | Félix-Auguste Duvert, Augustin-Théodore de Lauzanne de Vauroussel och Saintine       | Premiär 3 maj 1861 Carl Ferdinand Thegerström, Johan Fredrik Paul, Anders Nyforss, Hanna Blomqvist, Constantin Rohde |
| 1861 | Där – på väggen Le cloux aux maris                                                                     | Eugène Labiche och Eugène Moreau                                                     | Premiär 17 maj 1861 |
| 1861 | Hårfrisören på bal The Dancing Barber                                                                  | Charles Selby                                                                        | Premiär 29 maj 1861 |
| 1861 | Bröderne Stix eller Homöopath och Allopath Die feindlichen Brüder oder: Homöopath und Allopath         | Ernst Raupach Bearbetning Frans Hedberg                                              | Premiär 5 juni 1861 |
| 1861 | Min son på galejan                                                                                     | Jacob Wallenberg                                                                     | Premiär 26 augusti 1861 |
| 1861 | Hemkomsten                                                                                             |                                                                                      | Premiär 6 oktober 1861 |
| 1861 | List och flegma Les deguisements amoureux ou La resolution inutile                                     | Joseph Patrat                                                                        | Premiär 13 oktober 1861 |
| 1861 | Ett kruthus                                                                                            |                                                                                      | Premiär 8 november 1861 |
| 1861 | Lek ej med elden! J'ai compromis ma femme                                                              | Eugène Labiche och Alfred Delacour                                                   | Premiär 8 november 1861 |
| 1861 | Vi äro alla lika                                                                                       |                                                                                      | Premiär 29 november 1861 |
| 1861 | Farbrors nattrock                                                                                      |                                                                                      | Premiär 19 december 1861 |
| 1861 | Hundskatten                                                                                            |                                                                                      | Premiär 19 december 1861 |
| 1862 | Ormar i gröngräset                                                                                     |                                                                                      | Premiär 31 januari 1862 |
| 1862 | Faran af att ljuga                                                                                     |                                                                                      | Premiär 21 februari 1862 |
| 1862 | Hans tredje hustru                                                                                     |                                                                                      | Premiär 21 februari 1862 |
| 1862 | Dimbilder ur Stockholmslifvet                                                                          |                                                                                      | Premiär 24 mars 1862 |
| 1862 | 29 och 30                                                                                              |                                                                                      | Premiär 8 maj 1862 |
| 1862 | Ett tankstreck                                                                                         |                                                                                      | Premiär 8 maj 1862 |
| 1862 | Varnande exempel                                                                                       |                                                                                      | Premiär 8 maj 1862 |
| 1862 | Ur askan i elden                                                                                       |                                                                                      | Premiär 22 oktober 1862 |
| 1862 | Herrar Dunanans resa Le voyage de MM. Dunanan père et fils                                             | Jacques Offenbach, Paul Siraudin och Jules Moinaux Översättning Frans Hedberg        | Premiär 10 december 1862 |
| 1862 | Mannen från Södern eller Ett blad ur dagens historia                                                   |                                                                                      | Premiär 10 december 1862 |
| 1863 | En sundhetsbyrå                                                                                        |                                                                                      | Premiär 1 januari 1863 |
| 1863 | En gräsenkling                                                                                         |                                                                                      | Premiär 27 januari 1863 |
| 1863 | I tjenst åstundas                                                                                      |                                                                                      | Premiär 18 februari 1863 |
| 1863 | Lärdom för de lärda                                                                                    |                                                                                      | Premiär 18 februari 1863 |
| 1863 | Runstafven                                                                                             |                                                                                      | Premiär 16 mars 1863 |
| 1863 | Maskinarbetarne                                                                                        |                                                                                      | Premiär 29 april 1863 |
| 1863 | Ett råd som bär frukt                                                                                  |                                                                                      | Premiär 4 november 1863 |
| 1863 | Mjölkflaskan                                                                                           |                                                                                      | Premiär 4 november 1863 |
| 1863 | Inbillningen är värre än pesten                                                                        |                                                                                      | Premiär 18 november 1863 |
| 1864 | Gubben med skåpet                                                                                      |                                                                                      | Premiär 1 januari 1864 |
| 1864 | Albertus Magnus eller Den store hexmästaren                                                            |                                                                                      | Premiär 19 januari 1864 |
| 1864 | En stadgad ung man                                                                                     |                                                                                      | Premiär 17 februari 1864 |
| 1864 | Åtta dagar förnuftig                                                                                   |                                                                                      | Premiär 17 februari 1864 |
| 1864 | En misslyckad spekulation                                                                              |                                                                                      | Premiär 6 mars 1864 |
| 1864 | Herr Fadinards bröllop eller Halmhatten Un chapeau de paille d'Italie                                  | Eugène Labiche                                                                       | Premiär 19 mars 1864 |
| 1864 | En modig flicka                                                                                        |                                                                                      | Premiär 15 april 1864 |
| 1864 | Cendrée och brunette                                                                                   |                                                                                      | Premiär 16 maj 1864 |
| 1864 | Far och son                                                                                            |                                                                                      | Premiär 25 maj 1864 |
| 1864 | En pariserhistoria                                                                                     |                                                                                      | Premiär 9 juni 1864 |
| 1864 | Frun av stånd och frun i ståndet                                                                       | Frans Hedberg                                                                        | Premiär 17 juni 1864 |
| 1864 | Ett äventyr under marsdagarna 1864                                                                     |                                                                                      | Premiär 19 juni 1864 |
| 1864 | Äventyr på en lustresa                                                                                 |                                                                                      | Premiär 9 oktober 1864 |
| 1864 | Efter en promenad i vagn                                                                               |                                                                                      | Premiär 15 december 1864 |
| 1865 | Skuggornas hem                                                                                         | Richard Gustafsson                                                                   | Premiär 1 januari 1865 Hedvig Henriette Caspér, Carl Gustaf Lindström, Johan Gustaf Gustafsson, Johan Fredrik Paul, Carl Ferdinand Thegerström, Pehr Gustaf Rådeström, Gurli Hjortsberg, Sofi Lühmann, Carl Fredrik Wilhelm Nyman, Constantin Rohde, Emma Charlotta Rådeström, Johan Gustaf Gustafsson, Emilie Gustafsson, Ludvig Zetterholm, Johan August Blomqvist, Edvard Caspér, Johan Fredirik Paul, Mathilda Thegerström, Gustaf Bergström |
| 1865 | Om jag ertappar dig!                                                                                   |                                                                                      | Premiär 23 januari 1865 Constantin Rohde, Gustaf Bergström, Edvard Caspér, Carl Ferdinand Thegerström, Axel Bosin, Mathilda Thegerström, Emma Charlotta Rådeström, Pehr Gustaf Rådeström, Johan August Blomqvist, Carl Fredrik Wilhelm Nyman, Johan Fredrik Paul |
| 1865 | Trädgårdsflickan                                                                                       |                                                                                      | Premiär 2 mars 1865 |
| 1865 | En chimère                                                                                             |                                                                                      | Premiär 11 mars 1865 |
| 1865 | Ett äfventyr på Kaisan Niemi                                                                           | Richard Gustafsson                                                                   | Premiär 11 mars 1865 Carl Gustaf Lindström, Gustaf Bergström, Gurli Hjortsberg, Johan Gustaf Gustafsson, Constantin Rohde, Pehr Gustaf Rådeström, Axel Bosin, Charlotte Lundgård, Johan August Blomqvist |
| 1865 | Skrock                                                                                                 |                                                                                      | Premiär 11 mars 1865 |
| 1865 | Jagten efter en måg                                                                                    |                                                                                      | Premiär 22 mars 1865 Carl Gustaf Lindström, Edvard Caspér, Johan Gustaf Gustafsson, Carl Ferdinand Thegerström, Gustaf Bergström, Pehr Gustaf Rådeström, Constantin Rohde, Hedvig Henriette Caspér, Emilie Gustafsson, Gurli Hjortsberg, Mathilda Thegerström, Sofi von Lühmann, Emma Cecilia Lindmark, Johan Fredrik Paul, Johan August Blomqvist                                                                                               |
| 1865 | Högt upp i Norrland                                                                                    |                                                                                      | Premiär 10 april 1865 |
| 1865 | Sköna Helena La belle Hélène                                                                           | Jacques Offenbach, Henri Meilhac och Ludovic Halévy                                  | Premiär 11 maj 1865 |
| 1865 | A.B.C.                                                                                                 |                                                                                      | Premiär 8 oktober 1865 |
| 1865 | En man af folket                                                                                       |                                                                                      | Premiär 8 oktober 1865 |
| 1865 | En äkta man på glödande kol                                                                            |                                                                                      | Premiär 25 oktober 1865 |
| 1865 | Andersson, Pettersson och Lundström                                                                    | Frans Hodell                                                                         | Premiär 14 november 1865 Carl Ferdinand Thegerström, Sven Eduard Nilsson, Sofi von Lühmann, Emilie Gustafsson, Lovisa Norrman, Mathilda Thegerström, Pehr Gustaf Rådeström, Emma Charlotta Rådeström, Aurora Löfgren, Knut Arvid Sundberg, Carl Fredrik Wilhelm Nyman, August Warberg, Gustaf Bergström, Frans Hodell, Carl Gustaf Lindström, Johan Gustaf Gustafsson, Per Hjalmar Norrman, Lotten Warberg, Ludvig Zetterholm                    |
| 1866 | Favoriten                                                                                              |                                                                                      | Premiär 1 januari 1866 |
| 1866 | Fotografen                                                                                             |                                                                                      | Premiär 1 januari 1866 |
| 1866 | I Nybroviken                                                                                           |                                                                                      | Premiär 1 januari 1866 |
| 1866 | Sådan herre, sådan dräng                                                                               |                                                                                      | Premiär 1 februari 1866 |
| 1866 | Rusets demon                                                                                           |                                                                                      | Premiär 7 mars 1866 |
| 1866 | Tre äkta par                                                                                           |                                                                                      | Premiär 12 april 1866 |
| 1866 | En utmarsch i gröngräset                                                                               |                                                                                      | Premiär 21 april 1866 |
| 1866 | Mer än perlor och guld                                                                                 |                                                                                      | Premiär 30 maj 1866 |
| 1866 | En sällskapsmamsell                                                                                    |                                                                                      | Premiär 2 juli 1866 |
| 1866 | Löjen och tårar                                                                                        | Johan Jolin                                                                          | Premiär 30 augusti 1866 |
| 1866 | Himmel och underjord                                                                                   |                                                                                      | Premiär 7 oktober 1866 |
| 1866 | Herr Petterssons ungdomsflamma eller En operarepetition                                                |                                                                                      | Premiär 7 december 1866 |
| 1866 | Våra hyggliga landtbor                                                                                 |                                                                                      | Premiär 13 december 1866 |
| 1867 | Visitlådan                                                                                             |                                                                                      | Premiär 1 januari 1867 |
| 1867 | Mötet på operamaskeraden                                                                               |                                                                                      | Premiär 20 januari 1867 |
| 1867 | Respekt för damerna                                                                                    |                                                                                      | Premiär 7 februari 1867 |
| 1867 | Blommans spådom                                                                                        |                                                                                      | Premiär 6 mars 1867 |
| 1867 | Inte så tokig friare!                                                                                  |                                                                                      | Premiär 6 mars 1867 |
| 1867 | N:o 66 Le 66                                                                                           | Jacques Offenbach, Auguste Pittaud de Forges och Laurencin                           | Premiär 6 mars 1867 |
| 1867 | Venus i vargskinnspels                                                                                 |                                                                                      | Premiär 27 mars 1867 |
| 1867 | En herdinna på villospår                                                                               |                                                                                      | Premiär 16 april 1867 |
| 1867 | Visdomstanden                                                                                          |                                                                                      | Premiär 16 april 1867 |
| 1867 | Onkeln från Californien Der Gold-Onkel                                                                 | Emil Pohl och August Conradi                                                         | Premiär 22 maj 1867 |
| 1867 | Storhertiginnan av Gerolstein La Grande-Duchesse de Gérolstein                                         | Jacques Offenbach, Henri Meilhac och Ludovic Halévy                                  | Premiär 6 oktober 1867 |
| 1867 | Bacchi giftermål                                                                                       |                                                                                      | Premiär 27 november 1867 |
| 1867 | En musikalisk dotter                                                                                   |                                                                                      | Premiär 15 december 1867 |
| 1867 | Herr Beaucornets idéer Les idées de Beaucornet                                                         | Edward Hungerford Goddard                                                            | Premiär 15 december 1867 |
| 1867 | Lefve vigilansen!                                                                                      |                                                                                      | Premiär 15 december 1867 |
| 1868 | Hon är så lätthändt                                                                                    |                                                                                      | Premiär 6 februari 1868 |
| 1868 | Marmorqvinnorna                                                                                        |                                                                                      | Premiär 6 februari 1868 |
| 1868 | En herre utan frack                                                                                    |                                                                                      | Premiär 27 mars 1868 |
| 1868 | I Helsingland                                                                                          |                                                                                      | Premiär 27 mars 1868 |
| 1868 | Stadsbor och landtfolk                                                                                 |                                                                                      | Premiär 27 april 1868 |
| 1868 | Pariserliv La vie parisienne                                                                           | Jacques Offenbach, Henri Meilhac och Ludovic Halévy                                  | Premiär 4 oktober 1868 Överflyttad från Djurgårdsteatern |
| 1868 | Herr Larssons resa till landtbruksmötet                                                                |                                                                                      | Premiär 8 oktober 1868 |
| 1868 | Riddarne av runda bordet Les chevaliers de la table ronde                                              | Hervé, Henri Chivot och Alfred Duru                                                  | Premiär 11 oktober 1868 |
| 1868 | Fettisdagsbruden                                                                                       |                                                                                      | Premiär 27 oktober 1868 |
| 1868 | I damkupén                                                                                             |                                                                                      | Premiär 27 oktober 1868 |
| 1868 | Fru Patapon Madame Patapon                                                                             | Édouard Plouvier och Octave Gastineau                                                | Premiär 18 november 1868 |
| 1868 | Kyrkoherden i Pomponné                                                                                 |                                                                                      | Premiär 18 november 1868 |
| 1868 | Folkets dom                                                                                            |                                                                                      | Premiär 30 november 1868 |
| 1869 | En gnagande orm                                                                                        |                                                                                      | Premiär 6 februari 1869 |
| 1869 | Teaterlif                                                                                              |                                                                                      | Premiär 13 mars 1869 |
| 1869 | Skogvaktardottern                                                                                      |                                                                                      | Premiär 12 april 1869 |
| 1869 | Markisen och tjufven                                                                                   |                                                                                      | Premiär 3 oktober 1869 |
| 1869 | Primadonnan La diva                                                                                    | Jacques Offenbach, Henri Meilhac och Ludovic Halévy                                  | Premiär 6 oktober 1869 |
| 1869 | Ett affärsgeni                                                                                         |                                                                                      | Premiär 21 oktober 1869 |
| 1869 | En färgad måg                                                                                          |                                                                                      | Premiär 12 november 1869 |
| 1869 | Ernest                                                                                                 |                                                                                      | Premiär 3 december 1869 |
| 1870 | Giftas                                                                                                 |                                                                                      | Premiär 1 januari 1870 |
| 1870 | Kamrer Petterssons nyårsvisiter                                                                        |                                                                                      | Premiär 1 januari 1870 |
| 1870 | Sevalla eller Sala                                                                                     |                                                                                      | Premiär 20 mars 1870 |
| 1870 | För många jern i elden                                                                                 |                                                                                      | Premiär 29 mars 1870 |
| 1870 | Familjen Berger eller Lustresan                                                                        |                                                                                      | Premiär 29 april 1870 |
| 1870 | Med qvinnans vapen eller De båda grefvinnorna                                                          |                                                                                      | Premiär 29 april 1870 |
| 1870 | Helvetiens berg och dalar                                                                              |                                                                                      | Premiär 2 oktober 1870 |
| 1870 | Frihetsbröderna Les Brigands                                                                           | Jacques Offenbach, Henri Meilhac och Ludovic Halévy Översättning Ernst Wallmark      | Premiär 20 oktober 1870 Herr Strandqvist, fröken M. Andersson, herr Holmqvist, herr Blomqvist, fru Holmqvist Överflyttad från Djurgårdsteatern |
| 1870 | Herr Otto                                                                                              |                                                                                      | Premiär 30 november 1870 |
| 1870 | I månskenet                                                                                            |                                                                                      | Premiär 30 november 1870 |
| 1871 | En ballongfärd                                                                                         |                                                                                      | Premiär 1 januari 1871 |
| 1871 | Mäster Daniel                                                                                          |                                                                                      | Premiär 1 januari 1871 |
| 1871 | Prinsessan af Trapezunt La princesse de Trébizonde                                                     | Jacques Offenbach, Charles-Louis-Étienne Nuitter och Étienne Tréfeu                  | Premiär 28 februari 1871 |
| 1871 | Pariserliv La vie Parasienne                                                                           | Jacques Offenbach, Henri Meilhac och Ludovic Halévy                                  | Premiär 15 april 1871 |
| 1871 | Familjeliv                                                                                             | Ludvig Josephson                                                                     | Premiär 26 april 1871 |
| 1871 | Den beskyddade oskulden                                                                                |                                                                                      | Premiär 1 oktober 1871 |
| 1871 | Det borttappade fåret                                                                                  |                                                                                      | Premiär 2 oktober 1871 |
| 1871 | Don Bruschino Il signor Bruschino                                                                      | Gioacchino Rossini och Giuseppe Maria Foppa                                          | Premiär 5 oktober 1871 |
| 1871 | Svaga sidan                                                                                            |                                                                                      | Premiär 5 oktober 1871 |
| 1871 | Vardagsmänniskor                                                                                       |                                                                                      | Premiär 18 oktober 1871 |
| 1871 | Allt hänger på ett hår                                                                                 |                                                                                      | Premiär 30 november 1871 |
| 1871 | Kung Midas                                                                                             |                                                                                      | Premiär 30 november 1871 |
| 1871 | Lilla mor                                                                                              |                                                                                      | Premiär 30 november 1871 |
| 1871 | Närkingarna                                                                                            | Carl Axel Anrep                                                                      | Premiär 16 december 1871 |
| 1872 | En nyårsdag                                                                                            |                                                                                      | Premiär 1 januari 1872 |
| 1872 | Schack!                                                                                                |                                                                                      | Premiär 1 januari 1872 |
| 1872 | Aurores träskor                                                                                        |                                                                                      | Premiär 23 januari 1872 |
| 1872 | Förbjuden frukt                                                                                        |                                                                                      | Premiär 23 januari 1872 |
| 1872 | Cendrillon                                                                                             | Nicolas Isouard och Charles Guillaume Etienne                                        | Premiär 24 mars 1872 |
| 1872 | Modellerna Les valets modéles                                                                          | Georges Douay och Francis Tourte                                                     | Premiär 31 mars 1872 |
| 1872 | Emanuel Svedenborg                                                                                     |                                                                                      | Premiär 17 april 1872 |
| 1872 | Marinettes små skälmstycken Les fourberies de Marinette                                                | Jules Jean-Baptiste Creste, Michel Carré och Paul de Chazot                          | Premiär 17 april 1872 |
| 1872 | Hämnaren Le Vengeur                                                                                    | Isidore Legouix, Charles Nuitter och Alexandre Beaumont                              | Premiär 27 april 1872 |
| 1872 | Kolingar på villovägar                                                                                 |                                                                                      | Premiär 10 oktober 1872 |
| 1872 | En ängel                                                                                               |                                                                                      | Premiär 18 oktober 1872 |
| 1872 | Skyddsgudinnorna                                                                                       |                                                                                      | Premiär 16 november 1872 |
| 1872 | Den röde doktorn                                                                                       |                                                                                      | Premiär 10 december 1872 |
| 1873 | Balen hos grekiska ministern                                                                           |                                                                                      | Premiär 1 januari 1873 |
| 1873 | Lagom är bäst                                                                                          |                                                                                      | Premiär 1 januari 1873 |
| 1873 | Tronskiftet                                                                                            |                                                                                      | Premiär 8 januari 1873 |
| 1873 | Nya Britannien eller De hundra jungfrurna Les cent vierges                                             | Charles Lecocq, Clairville, Henri Chivot och Alfred Duru Översättning Ernst Wallmark | Premiär 22 januari 1873 |
| 1873 | Torpar-Håkan                                                                                           |                                                                                      | Premiär 11 februari 1873 |
| 1873 | Tre Liljor och Hasselbacken                                                                            |                                                                                      | Premiär 15 mars 1873 |
| 1873 | Riddar Blåskägg Barbe-Bleue                                                                            | Jacques Offenbach, Henri Meilhac och Ludovic Halévy Översättning Ernst Wallmark      | Premiär 2 april 1873 |
| 1873 | Pengar som gräs eller En mönsterkommun                                                                 |                                                                                      | Premiär 13 april 1873 |

## Carl Littmarck, E. Rylander och F. Carlberg (1873–1876)
| År   | Produktion                                                         | Upphovsmän                                                                               | Noter                                                                        |
| ---- | ------------------------------------------------------------------ | ---------------------------------------------------------------------------------------- | ---------------------------------------------------------------------------- |
| 1873 | Den sköna Galathea Die schöne Galathée                             | Franz von Suppé och Poly Henrion Översättning J. Philipsson                              | Premiär 4 oktober 1873                                                       |
| 1873 | En soirée i Kåkbrinken M. Choufleuri restera chez lui le...        | Jacques Offenbach och M. de St Rémy Översättning Ludvig Strindberg                       | Premiär 4 oktober 1873                                                       |
| 1873 | Palle Blocks moralkakor                                            |                                                                                          | Premiär 19 december 1873                                                     |
| 1874 | Mäster Smith eller Aristokrater äro vi alla                        |                                                                                          | Premiär 12 februari 1874                                                     |
| 1874 | Rataplan eller Den lille trumslagaren Rataplan ou le Petit Tambour | Charles-Augustin de Bassompierre och Augustin Vizentini                                  | Premiär 3 mars 1874                                                          |
| 1874 | Hos portvakten                                                     |                                                                                          | Premiär 14 maj 1874                                                          |
| 1874 | Tre ljusa pojkar                                                   |                                                                                          | Premiär 6 september 1874                                                     |
| 1874 | Säterhyddan                                                        |                                                                                          | Premiär 15 september 1874                                                    |
| 1874 | En söndag på Amager En søndag paa Amager                           | Johanne Luise Heiberg                                                                    | Premiär 23 september 1874                                                    |
| 1874 | Den lilla sångfogeln                                               |                                                                                          | Premiär 4 oktober 1874                                                       |
| 1875 | Prins Pippi och fröken Fiffi                                       | Jacques Offenbach                                                                        | Premiär 2 januari 1875                                                       |
| 1875 | Spelmannen                                                         | Jacques Offenbach                                                                        | Premiär 2 januari 1875                                                       |
| 1875 | Preciosa                                                           | Carl Maria von Weber                                                                     | Premiär 3 januari 1875                                                       |
| 1875 | Kanariefågeln                                                      |                                                                                          | Premiär 9 januari 1875                                                       |
| 1875 | Herrskap och tjänstefolk Les domestiques                           | Eugène Grangé Översättning Ludvig Josephson                                              | Premiär 12 januari 1875                                                      |
| 1875 | Nya Britannien eller De hundra jungfrurna Les cent vierges         | Charles Lecocq, Clairville, Henri Chivot och Alfred Duru                                 | Premiär 18 januari 1875                                                      |
| 1875 | Herr och fru Denis Monsieur et Madame Denis                        | Jacques Offenbach, Laurencin och Michel Delaporte                                        | Premiär 23 januari 1875                                                      |
| 1875 | Slottet i Castro                                                   |                                                                                          | Premiär 28 januari 1875                                                      |
| 1875 | Skatten bakom spiseln                                              |                                                                                          | Premiär 14 februari 1875                                                     |
| 1875 | Förlovning i lyktsken Le mariage aux lanternes                     | Jacques Offenbach, Michel Carré och Léon Battu                                           | Premiär 14 februari 1875                                                     |
| 1875 | Teaterliv                                                          | Frans Hodell                                                                             | Premiär 21 februari 1875                                                     |
| 1875 | De pratsjuke Les Bavards                                           | Jacques Offenbach och Charles Nuitter Översättning Ernst Wallmark                        | Premiär 10 mars 1875                                                         |
| 1875 | Stockholm, Vesterås och Upsala                                     |                                                                                          | Premiär 20 mars 1875                                                         |
| 1875 | Vildbrådstjufvarne eller Studentputsen                             |                                                                                          | Premiär 20 mars 1875                                                         |
| 1875 | Den Ondes besegrare                                                | Thomas Overskou                                                                          | Premiär 28 mars 1875                                                         |
| 1875 | Min Leopold                                                        | Frans Hodell                                                                             | Premiär 30 mars 1875 Jenny Sandberg                                          |
| 1875 | Huslig sällhet                                                     |                                                                                          | Premiär 30 maj 1875                                                          |
| 1875 | Han förgiftar hela huset                                           |                                                                                          | Premiär 30 maj 1875                                                          |
| 1875 | Carl XV i vardagslag eller Ett äventyr på Ulriksdal                | Janne Damm                                                                               | Premiär 30 maj 1875                                                          |
| 1875 | Andersson, Pettersson och Lundström                                | Frans Hodell                                                                             | Premiär 16 oktober 1875                                                      |
| 1875 | Tvätterskan i Bergen-op-Zoom La blanchisseuse de Berg-op-Zoom      | Léon Vasseur, Alfred Duru och Henri Chivot Översättning Ludvig Strindberg                | Premiär 2 november 1875                                                      |
| 1875 | Värmlänningarna                                                    | Fredrik August Dahlgren och Andreas Randel                                               | Premiär 2 november 1875                                                      |
| 1875 | Tillfället gör tjuven                                              | Carl Israel Hallman                                                                      | Premiär 24 november 1875                                                     |
| 1875 | Nya Britannien eller De hundra jungfrurna                          | Charles Lecocq, Clairville, Henri Chivot och Alfred Duru Översättning Carl Gustaf Michal | Premiär 25 november 1875                                                     |
| 1875 | Järnbäraren                                                        | August Blanche                                                                           | Premiär 4 december 1875                                                      |
| 1875 | Pantlånaren eller Guld och samvete                                 |                                                                                          | Premiär 10 december 1875                                                     |
| 1876 | En huvudpassion                                                    | Frans Hedberg                                                                            | Premiär 1 januari 1876                                                       |
| 1876 | En ordenshemlighet                                                 | Frans Hodell                                                                             | Premiär 1 januari 1876                                                       |
| 1876 | En midsommarnatt i Dalarna                                         | Erik Bögh                                                                                | Premiär 20 januari 1876                                                      |
| 1876 | Tillfället gör tjuven                                              | Carl Israel Hallman                                                                      | Premiär 20 januari 1876                                                      |
| 1876 | Stockholm nattetid                                                 | Frans Hodell                                                                             | Premiär 1 februari 1876                                                      |
| 1876 | Giroflé-Girofla                                                    | Charles Lecocq, Albert Vanloooch Eugène Leterrier Översättning Ernst Wallmark            | Premiär 9 mars 1876 Fru Thorell, herr Nyman, herr Carlberg, fröken Magnusson |
| 1876 | Fabriksflickan                                                     | Johann Nestroy                                                                           | Premiär 8 april 1876                                                         |
| 1876 | Andersson, Pettersson och Lundström                                | Frans Hodell                                                                             | Premiär 17 april 1876                                                        |

## Gustaf Haqvinius och Gustaf Bergström (1876–1882)
| År   | Produktion                                       | Upphovsmän                                                  | Regi       | Noter |
| ---- | ------------------------------------------------ | ----------------------------------------------------------- | ---------- | --- |
| 1876 | Jorden runt på åttio dagar                       | Jules Verne och Adolphe d'Ennery versättning Axel Bosin     | Axel Bosin | Premiär 8 oktober 1876 Överflyttad från Djurgårdsteatern |
| 1876 | Fatinitza                                        | Franz von Suppé, Friedrich Zell och Richard Genée           |            | Premiär 16 november 1876 |
| 1876 | Närkingarna                                      | Axel Anrep                                                  |            | Premiär 14 december 1876 Gustaf Bergström, Carl Gustaf Lindström, Clara Fornell, Olivia Hjelmdahl, Mathilda Thorell |
| 1876 | Piff, Paff och Puff                              |                                                             |            | Premiär 25 december 1876 |
| 1877 | Vetebröd och rågbröd                             |                                                             |            | Premiär 27 januari 1877 Carl Gustaf Lindström, Henriette Salzenstein, Clara Fornell, Louise Haqvinius, Julia Magnusson, Ida Grönqvist, Pehr Gustaf Rådeström, Knut Sellström, Edvard Comstedt, Gustaf Bergström, Ludvig Strindberg, Robert Salzenstein, Carl August Rampeltin, fru Thorell, Frithiof Hellström, Axel Alskogius, Hanna Dreier, fröken Svensson, Olivia Hjelmdal, Ottilia Hellström, herr Lindqvist |
| 1877 | De karlarne, de karlarne!                        |                                                             |            | Premiär 17 maj 1877 |
| 1877 | Hotell Pettersson                                |                                                             |            | Premiär 7 oktober 1877 |
| 1878 | Topp - afgjordt!                                 |                                                             |            | Premiär 16 februari 1878 |
| 1878 | Kalle Pettersson                                 |                                                             |            | Premiär 22 september 1878 |
| 1878 | Talismanen eller De begge rödhåriga Der Talisman | Johann Nestroy och Adolf Müller                             |            | Premiär 29 september 1878 |
| 1878 | Flickorna Blom                                   |                                                             |            | Premiär 3 oktober 1878 |
| 1878 | Doktor Ståhl                                     |                                                             |            | Premiär 27 december 1878 |
| 1879 | Kärlekens blindbockar                            |                                                             |            | Premiär 27 april 1879 |
| 1879 | Välgörande fruar                                 |                                                             |            | Premiär 6 december 1879 August Warberg, Clara Fornell, Albert Ranft, Louise Haqvinius, fröken Johnsson, Julia Magnusson, Hanna Mathilda Katharina Apelqvist, Ludvig Strindberg, Erik Bernhard Dahlström, Frithiof Carlberg, Carl Fredrik Wilhelm Nyman, Hilma Bruno, Ellen Blomquist, Alma Ranft, Gustaf Bruno, Hildur Carlberg, Gustaf Bergström, fröken Evertz                                                  |
| 1879 | Mjölksurran                                      |                                                             |            | Premiär 2 mars 1880 |
| 1879 | Fällan                                           |                                                             |            | Premiär 31 mars 1880 |
| 1879 | På egen botten                                   |                                                             |            | Premiär 19 april 1880 |
| 1879 | Den nye bibliotekarien                           |                                                             |            | Premiär 2 oktober 1880 |
| 1879 | Krig under freden                                |                                                             |            | Premiär 4 november 1880 |
| 1879 | Sömmerskan                                       |                                                             |            | Premiär 11 december 1880 |
| 1881 | Herr Blondeau och hans hyresgäster               |                                                             |            | Premiär 5 februari 1881 |
| 1881 | Vi skiljas! Divorçons                            | Victorien Sardou och Émile de Najac Översättning Axel Bosin |            | Premiär 26 mars 1881 Gustaf Bergström, Hilma Bruno, August Warberg, Erik Bernhard Dahlström, fröken Eklund, Mathilda Bergström, Julia Magnusson, Carl Gustaf Lindström, Carl Fredrik Wilhelm Nyman, N. Paban, Pehr Gustaf Rådeström, Albert Ranft, herr Nilsson, herr Alskogius, herr von Holten Scenografi Carl Grabow                                                                                           |
| 1881 | Svensken i Paris                                 |                                                             |            | Premiär 4 september 1881 |
| 1881 | Två herrars dräng                                |                                                             |            | Premiär 13 oktober 1881 |
| 1881 | Våra fruar                                       |                                                             |            | Premiär 18 oktober 1881 |
| 1882 | Morbror Per                                      |                                                             |            | Premiär 21 januari 1882 |
| 1882 | Andréa                                           |                                                             |            | Premiär 22 mars 1882 |

## Gustaf Bergström (1882–1883)
| År   | Produktion                       | Upphovsmän                                                    | Noter |
| ---- | -------------------------------- | ------------------------------------------------------------- | --- |
| 1882 | Reif von Reiflingen              | Översättning Axel Bosin                                       | Premiär 9 augusti 1882 |
| 1882 | Gubben i månen                   | Carl Millöcker Bearbetning Ernst Wallmark och Anna Wahlenberg | Premiär 5 oktober 1882 |
| 1882 | Blindbockar                      |                                                               | Premiär 19 oktober 1882 Carl Gustaf Lindström, Clara Fornell, Mathilda Caspér, Nils Fredrik Strandberg, Clara Elina Gabriella Björlin, Nils Victor Lundberg, Zachris Zachrisson, Gustaf Bergström, Pehr Gustaf Rådeström, Mimmi Åbjörnsson, Gustav Adolf Borgström                                                                   |
| 1882 | Unga fruns middag                |                                                               | Premiär 31 oktober 1882 Otto Elg-Lundberg, Clara Björlin, Carl Gustaf Lindström, Virginie Wilhelmina Paban |
| 1882 | Frun av stånd och frun i ståndet | Frans Hedberg                                                 | Premiär 31 oktober 1882 Mimmi Åbjörnsson, fröken Lindgren, Clara Fornell, herr Nyman, Hedvig Henriette Caspér, Pehr Gustaf Rådeström, William Åbjörnson, Fritz Strandberg, Gustaf Bergström, Gustav Adolf Borgström, Mathilda Caspér, herr Larsson, fröken Eklund, fru Larsson, fru Nyman, Virginie Wilhelmina Paban, herr Alskogius |
| 1882 | Vår olycksfågel                  | Oscar Justinus                                                | Premiär 18 november 1882 |
| 1882 | Han hyr rum av sin betjänt       | Uller                                                         | Premiär 18 november 1882 |
| 1882 | Syrsan                           | Charlotte Birch-Pfeiffer                                      | Premiär 30 november 1882 Gustaf Bergström, Mathilda Caspér, Otto Elg-Lundberg, Fritz Strandberg, Pehr Gustaf Rådeström, William Åbjörnson, Zachris Zachrisson, Jacques Pulchau, Clara Fornell, Mimmi Åbjörnsson, fru Larsson, Carl Gustaf Lindström, fröken Eklund, Virginie Wilhelmina Paban, Hanna Rampeltin, fröken Lindgren      |
| 1882 | Förbjuden frukt                  |                                                               | Premiär 17 december 1882 |
| 1883 | Pelle Grönlunds bryggeri         |                                                               | Premiär 19 januari 1883 |
| 1883 | Röda fruarna                     |                                                               | Premiär 16 februari 1883 |
| 1883 | Småstadsliv                      |                                                               | Premiär 13 april 1883 |

## Axel Bosin och Rickard Wagner (1883–1889)
| År   | Produktion                                                                          | Upphovsmän | Noter                    |
| ---- | ----------------------------------------------------------------------------------- | --- | ------------------------ |
| 1884 | Kärlek utan strumpor Kærlighed uden strømper                                        | Johan Herman Wessel Översättning Ernst Lundquist                                                                                          | Premiär 22 oktober 1883  |
| 1884 | Syfröknarna Bearbetning Frans Hodell                                                | Mauritz Cramær | Premiär 12 januari 1884  |
| 1884 | Lili                                                                                | Hervé, Alfred Hennequin och Albert Millaud Översättning Selfrid Kinmansson, Viktor Sjöberg och Birger Schöldström, Bearbetning Axel Bosin | Premiär 30 januari 1884  |
| 1884 | Min kamrat                                                                          | | Premiär 15 februari 1884 |
| 1884 | Norrteljesejour                                                                     | | Premiär 17 mars 1884     |
| 1884 | De löjliga mötena                                                                   | Nicolas Isouard och François-Benoît Hoffman Översättning Carl Gustaf Nordforss                                                            | Premiär 31 mars 1884     |
| 1884 | Adolph och Henrietta                                                                | | Premiär 28 oktober 1884  |
| 1884 | Familjen Petterssons husläkare                                                      | | Premiär 28 oktober 1884  |
| 1885 | Guldspindeln                                                                        | | Premiär 22 februari 1885 |
| 1885 | Herr Boisjolis bröllopsäfventyr                                                     | Alfred Duru Översättning Axel Bosin | Premiär 24 april 1885    |
| 1885 | Det skadar inte                                                                     | | Premiär 12 oktober 1885  |
| 1885 | Papageno                                                                            | Rudolf Kneisel | Premiär 29 oktober 1885  |
| 1885 | Nya Britannien eller De hundra jungfrurna Les cent vierges                          | Charles Lecocq, Clairville, Henri Chivot och Alfred Duru Översättning Ernst Wallmark                                                      | Premiär 25 november 1885 |
| 1886 | En kopp thé Madame Gibou et Madame Pochet ou Le thé chez la ravaudeuse              | Théophile Marion Dumersan Översättning Claës Lundin                                                                                       | Premiär 26 april 1886    |
| 1886 | En fiffig spekulation                                                               | | Premiär 6 december 1886  |
| 1887 | Kusin Rocambole och hans arfvingar Le Docteur Chiendent, ou l’Héritage de Rocambole | Charles Varin Översättning Isidor Högfeldt                                                                                                | Premiär 3 mars 1887      |
| 1888 | Den nya garnisonen eller Sju flickor i uniform Sieben Mädchen in Uniform            | Louis Angely | Premiär 22 januari 1888  |
| 1888 | Stabstrumpetaren                                                                    | | Premiär 15 februari 1888 |
| 1888 | Syndabocken L'Homme de paille                                                       | Eugène Labiche | Premiär 26 november 1888 |
| 1889 | Hin och småländingen                                                                | Frans Hedberg | Premiär 5 januari 1889   |
| 1889 | Papageno                                                                            | Rudolf Kneisel | Premiär 20 februari 1889 |
| 1889 | Hälften var eller Hin ondes andel                                                   | Daniel Abuer och Eugène Scribe | Premiär 27 februari 1889 |
| 1889 | Giftblandarn                                                                        | | Premiär 13 mars 1889     |

## Richard Wagner och Henrik Christiernsson (1889–1900)

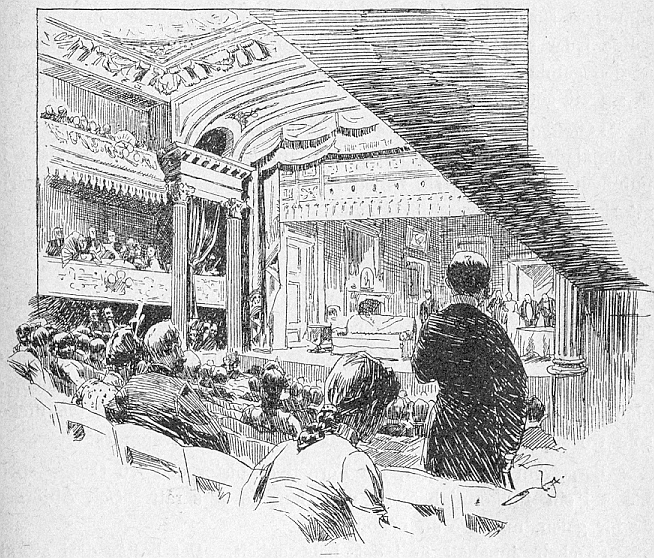
Södra Teatern 1889. Teckning av Vicke Andrén.

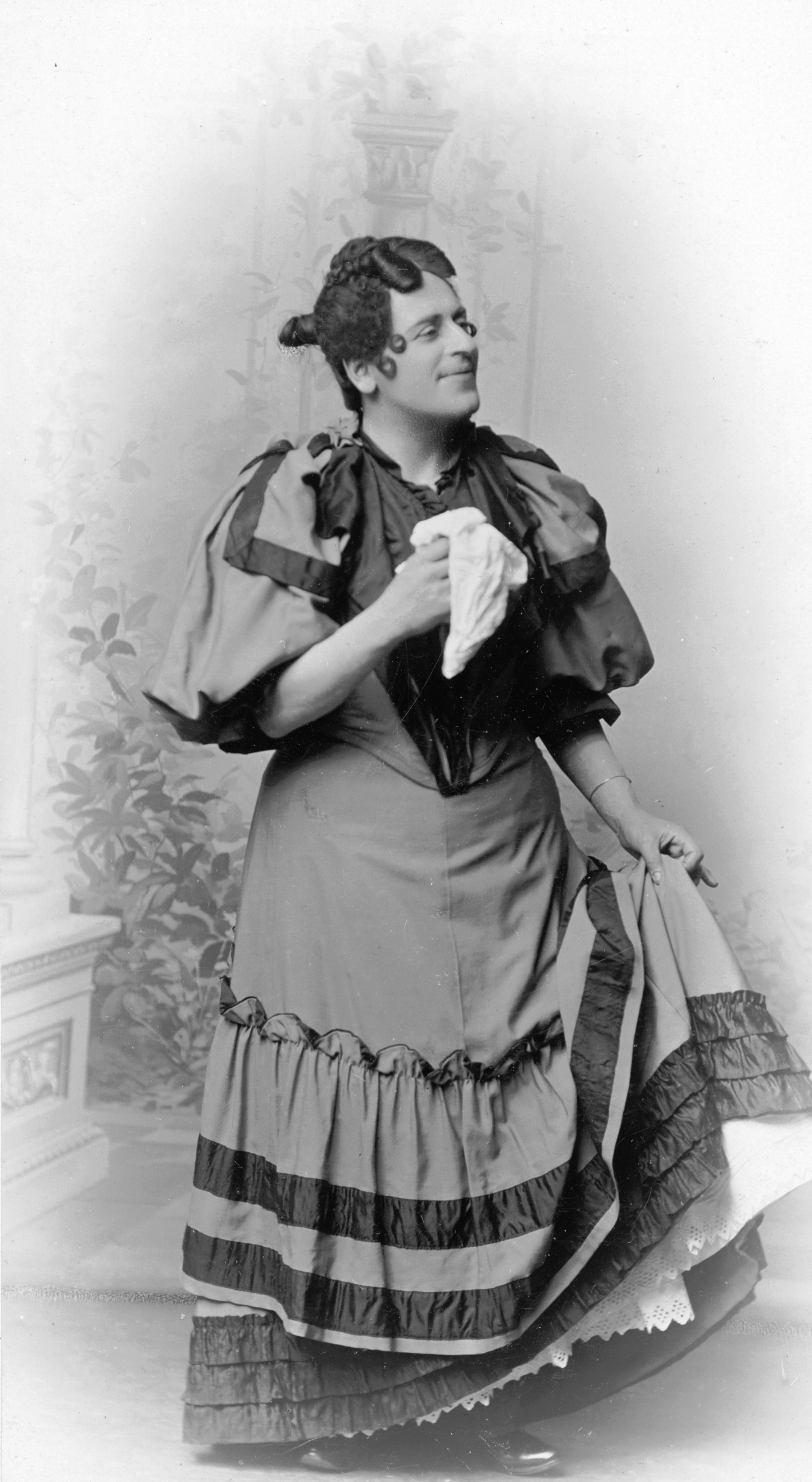
Hjalmar Hirsch som Lord Francourt Babberly i Charleys tant i den första svenska uppsättningen 1894.

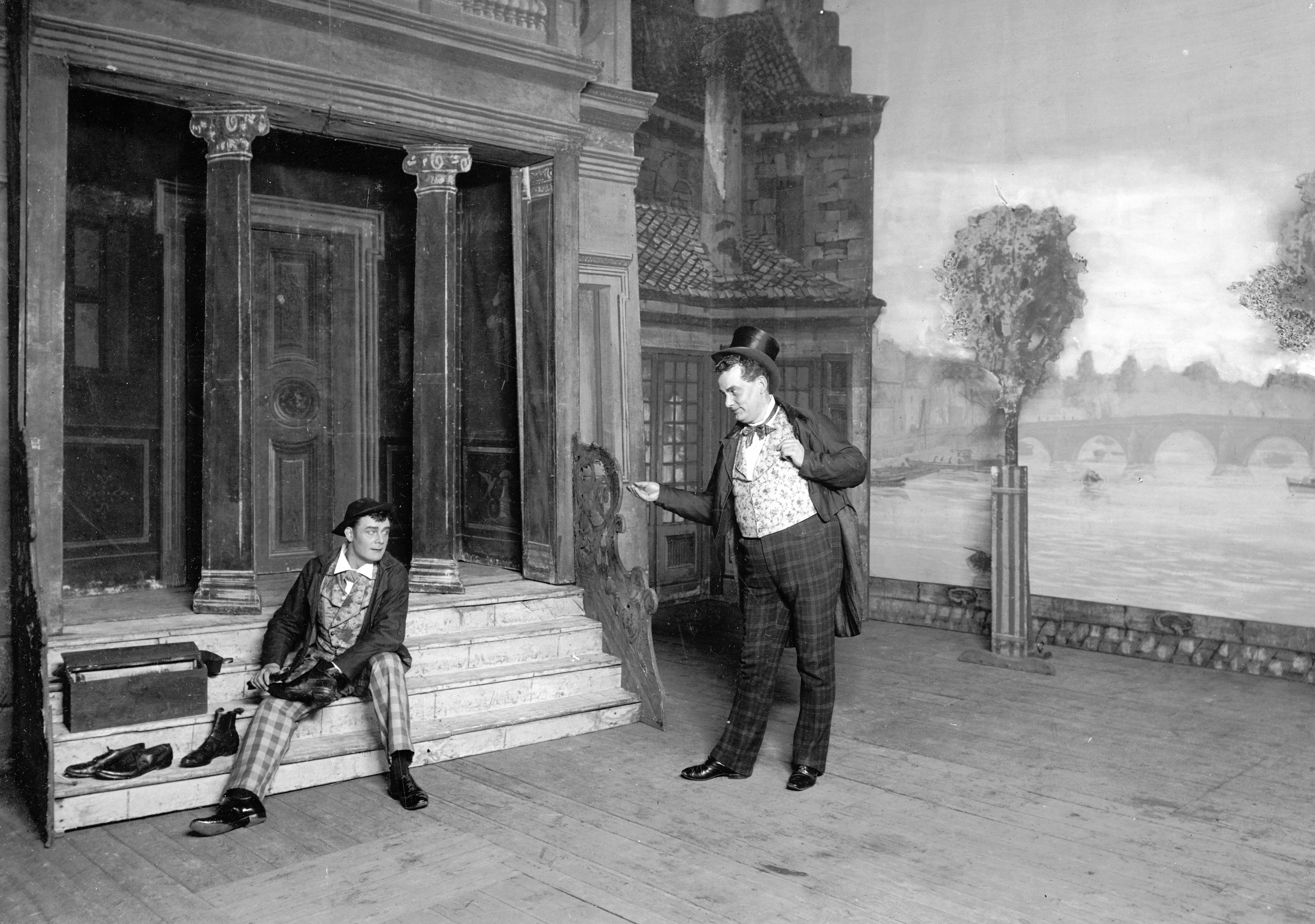
Erland Wagner som Rocambole och Justus Hagman som Chiendent i Rocamboles arvingar, 1899

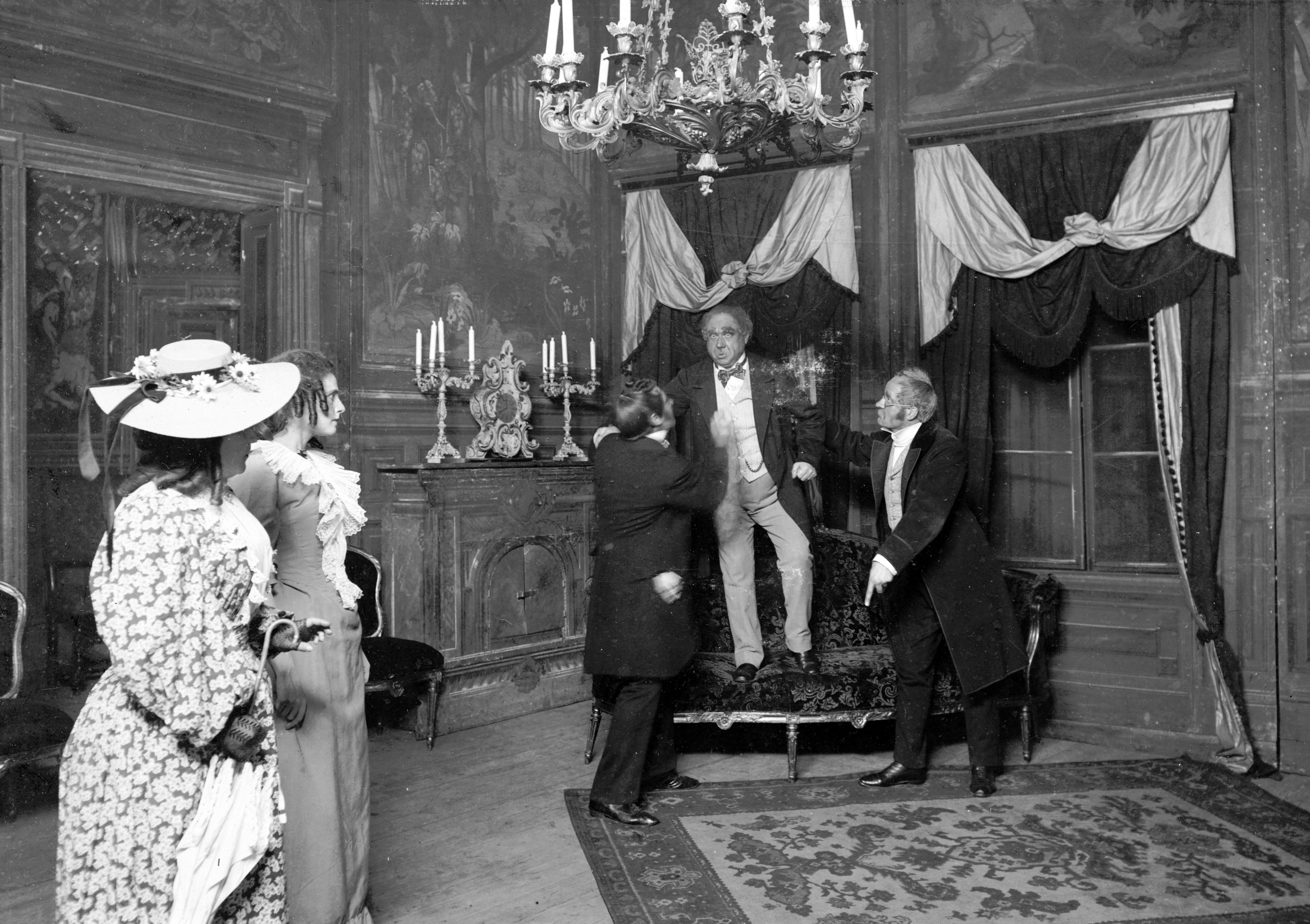
Mia Hagman som Fru Cornebois, Gerda Stiegler som Juliette, Axel Wesslau som Cornebois, Gustaf Bergström som Ducorbeau och Gunnar Lundberg som Crétinot i Rocamboles arvingar, Södra Teatern 1899.

| År   | Produktion                                                           | Upphovsmän                                                                          | Noter |
| ---- | -------------------------------------------------------------------- | ----------------------------------------------------------------------------------- | --- |
| 1889 | Ett köpmanshus i skärgården                                          | Frans Hedberg efter Emelie Flygare-Carlén                                           | Premiär 19 september 1889 |
| 1889 | Trätofrön                                                            | A. Dreyfus                                                                          | Premiär 21 september 1889 |
| 1889 | Tjufskyttar                                                          |                                                                                     | Premiär 28 oktober 1889 |
| 1889 | Svindlare                                                            | Francis Stahl                                                                       | Premiär 23 november 1889 |
| 1890 | Friskt vågat Dristigt vovet                                          | Edgard Høyer                                                                        | Premiär 14 april 1890 Clara Fornell, Anna Carlbeck, fröken Hjorth, Mauritz Gründer, Richard Wagner, herr Rundqvist, Erland Wagner, Olga Lundvall, fröken Hansson, Mathilda Caspér |
| 1890 | Pappas flickor                                                       |                                                                                     | Premiär 28 oktober 1890 |
| 1890 | Våra flickjägare                                                     |                                                                                     | Premiär 17 december 1890 |
| 1892 | Pariserpojken                                                        |                                                                                     | Premiär 12 februari 1892 |
| 1893 | Niniche                                                              | Marius Boullard, Alfred Hennequin och Albert Millaud Översättning Selfrid Kinmanson | Premiär 16 januari 1893 |
| 1893 | Min Leopold                                                          |                                                                                     | Premiär 28 februari 1893 |
| 1893 | Farinelli                                                            | Hermann Zumpe, F. Wilibald Wulff och Charles Cassmann Översättning Ernst Wallmark   | Premiär 13 oktober 1893 August Svensson, Erland Wagner, Sophie Lindegren, Alfred Lundberg, Hildegard Lindzén, Clara Fornell, David Ander, Richard Wagner, Olga Adamsen, Mathilda Caspér, Herr L. Larsson, Oscar Sternvall, Herr Bauer, Herr Henriksson, Gustaf Bergström, Herr Bentzen, Fru Engvall, Fru Edman                                                                              |
| 1894 | Doktor Carrasco                                                      |                                                                                     | Premiär 19 januari 1894 |
| 1894 | Charleys tant Charley's aunt                                         | Brandon Thomas                                                                      | Premiär 19 januari 1894 Hjalmar Hirsch, Bror Olsson, Erland Wagner, Signe Widell, Lotten Olsson, Richard Wagner, Gustaf Bergström, Clara Fornell, Oscar Sternvall, Hildegard Lindzén |
| 1894 | Modellerna                                                           | Georges Danay och François Tourte                                                   | Premiär 14 september 1894 |
| 1894 | Utan hemgift                                                         | Albert Debelly                                                                      | Premiär 14 september 1894 |
| 1894 | Susanne                                                              |                                                                                     | Premiär 26 september 1894 |
| 1894 | Doktor Jojo                                                          | Albert Carré                                                                        | Premiär 26 september 1894 |
| 1895 | Hin onde i hvardagslag                                               |                                                                                     | Premiär 19 januari 1895 |
| 1895 | Våra flickjägare                                                     | Leon Treptow                                                                        | Premiär 1 februari 1895 |
| 1895 | Clairette i dragonlägret                                             | Victor Roger, Hippolyte Raymond och Antony Mars                                     | Premiär 8 februari 1895 |
| 1895 | I skymningen                                                         |                                                                                     | Premiär 3 oktober 1895 |
| 1895 | Fruarna Shackleton                                                   | Harry Nicholls och William Lestocq                                                  | Premiär 3 oktober 1895 |
| 1895 | Panelhöns                                                            | Oscar Blumenthal och Gustav Kadelburg                                               | Premiär 18 oktober 1895 |
| 1895 | Den nye bibliotekarien                                               | Gustav von Moser                                                                    | Premiär 13 november 1895 |
| 1895 | Ett litet troll                                                      | Ernst Lundquist                                                                     | Premiär 1 december 1895 |
| 1895 | Himmelsblått                                                         | Max Bernstein                                                                       | Premiär 28 december 1895 |
| 1895 | Vildsvinet                                                           | Carl Pander                                                                         | Premiär 28 december 1895 |
| 1895 | Sylvi                                                                | Minna Canth                                                                         | Premiär 16 december 1894 Gästspel av Håkansson-Svennbergs sällskap |
| 1895 | Ensamma människor                                                    | Gerhart Hauptmann                                                                   | Premiär 18 december 1894 Gästspel av Håkansson-Svennbergs sällskap |
| 1896 | Fru Hin                                                              | Gaston Serpette, Henri Meilhac och Arnold Mortier                                   | Premiär 5 januari 1896 |
| 1896 | Trilby                                                               | Paul Meredith Potter                                                                | Premiär 7 januari 1896 Oskar Ekelund, William Engelbrecht, Knut Lambert, Erland Wagner, August Warberg, Vilhelm Olin, David Ander, Signe Wolter, Sie Christiernsson, Oscar Sternvall, Mathilda Caspér, Hjalmar Fagerberg, Oscar Åkerlund, Hildegard Ohlsson, Hildegard Lindzén, Helfrid Lambert, Helfrid Torsslow, Thyra Pettersson, fröken Tibell, Valdemar Bentzén Scenografi Carl Grabow |
| 1896 | Gengångare Gengangere                                                | Henrik Ibsen                                                                        | Premiär 14 februari 1896 Gästspel av August Lindbergs sällskap |
| 1896 | Fortunios visa                                                       | Jacques Offenbach Översättning Ernst Wallmark                                       | Premiär 16 maj 1896 |
| 1896 | En prisgåta                                                          |                                                                                     | Premiär 12 september 1896 |
| 1897 | Durand och Durand                                                    |                                                                                     | Premiär 8 september 1897 |
| 1898 | Ordensbröderna                                                       |                                                                                     | Premiär 1 mars 1898 |
| 1898 | Turistliv                                                            |                                                                                     | Premiär 16 september 1898 |
| 1899 | Rocamboles arvingar Le Docteur Chiendent, ou l’Héritage de Rocambole | Charles Varin                                                                       | Premiär 1 januari 1899 Justus Hagman, Erland Wagner, Gunnar Lundberg, Axel Wesslau, Gustaf Bergström, Knut Lambert, Oscar Åkerlund, Herr Nilsson, Gerda Stiegler, Mia Hagman, Valdemar Bentzen, August Lundmark |
| 1899 | Den stora sträjken, revy                                             |                                                                                     | Premiär 1 januari 1899 Richard Wagner, Erland Wagner, Gustaf Bergström, Justus Hagman, Clara Fornell, Gunnar Lundberg, Helfrid Lambert, Alma Lund, Knut Lambert, Hildegard Ohlsson, Axel Wesslau, Georgina Hjorth, Anna Lundberg, Fröken Sundqvist, Fröken Landon, Gerda Stiegler |
| 1899 | Gamla kamrater                                                       |                                                                                     | Premiär 9 april 1899 Richard Wagner, Mathilda Bergström, Helfrid Lambert, Gustaf Bergström, Georgina Hjorth, Justus Hagman, Hildegard Ohlsson |

## Albert Ranft (1900–1926)

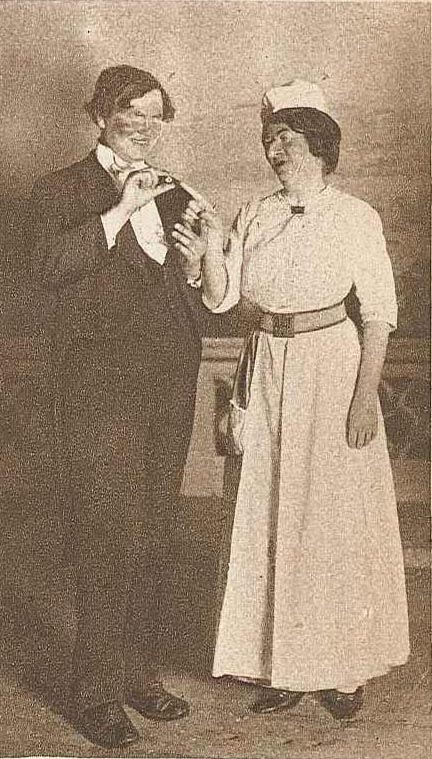
Eric Lindholm och Stassa Wahlgren i Stockholmsjobb 1916.

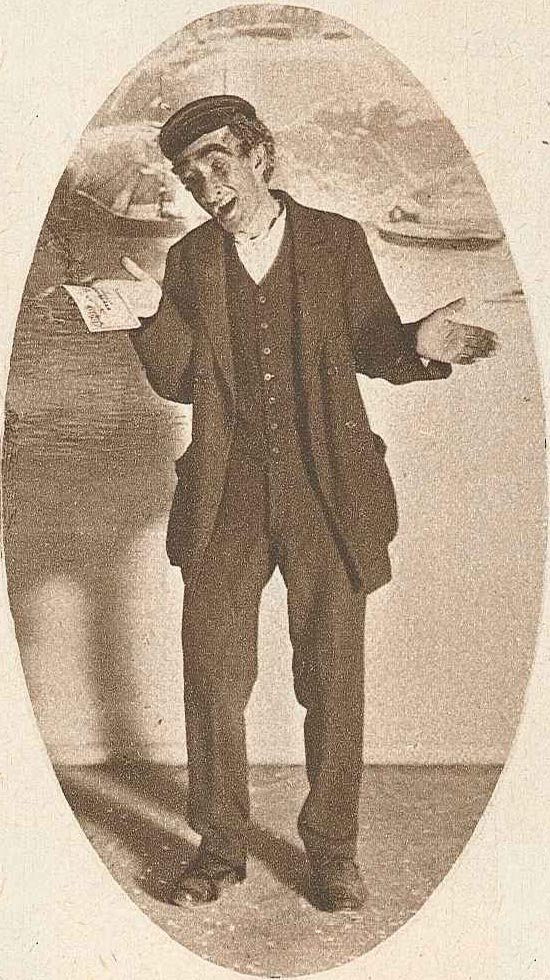
Ernst Fastbom i Stockholmsjobb 1916.

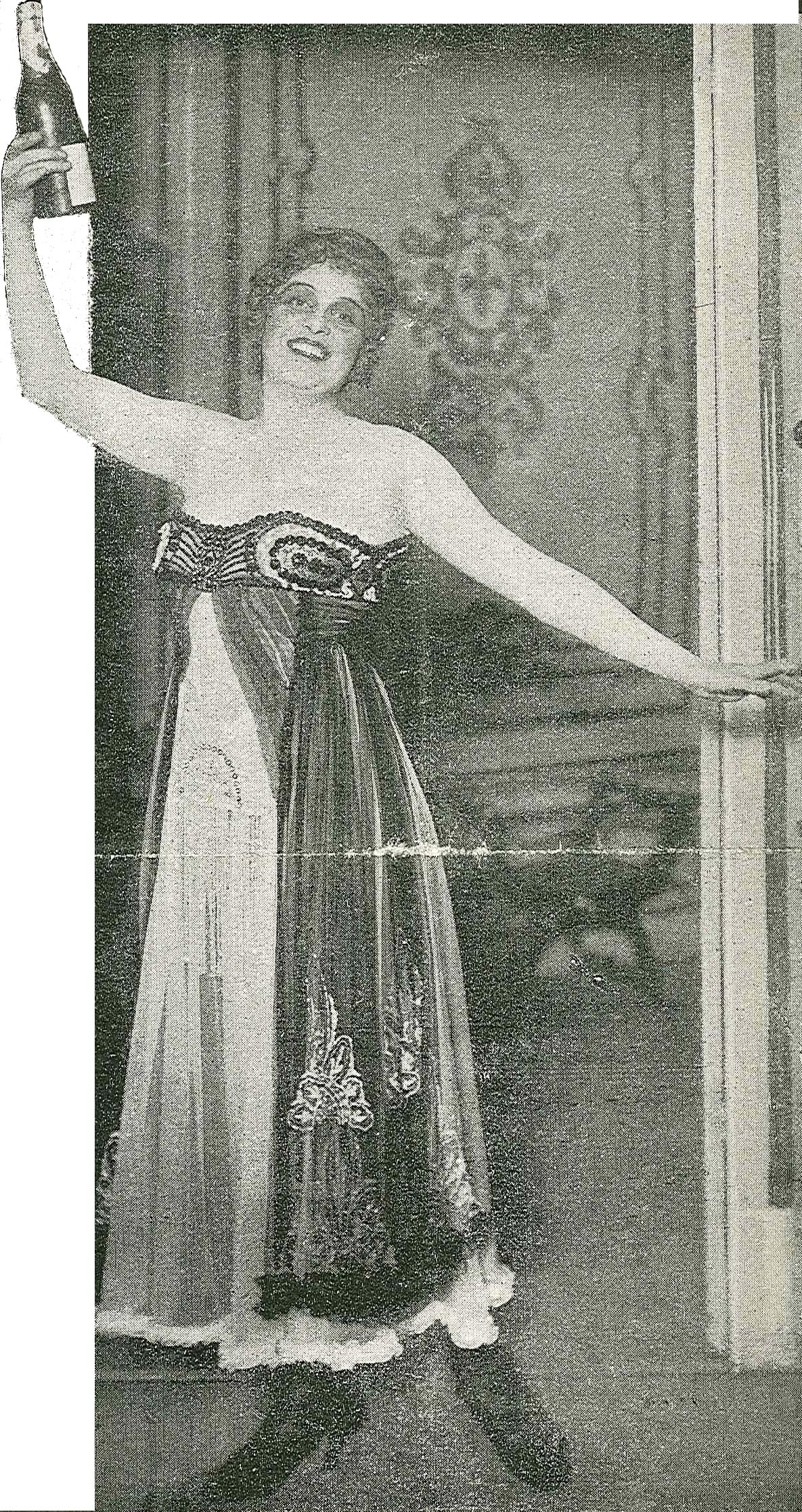
Sickan Castegren i Ack, Elvira 1916.

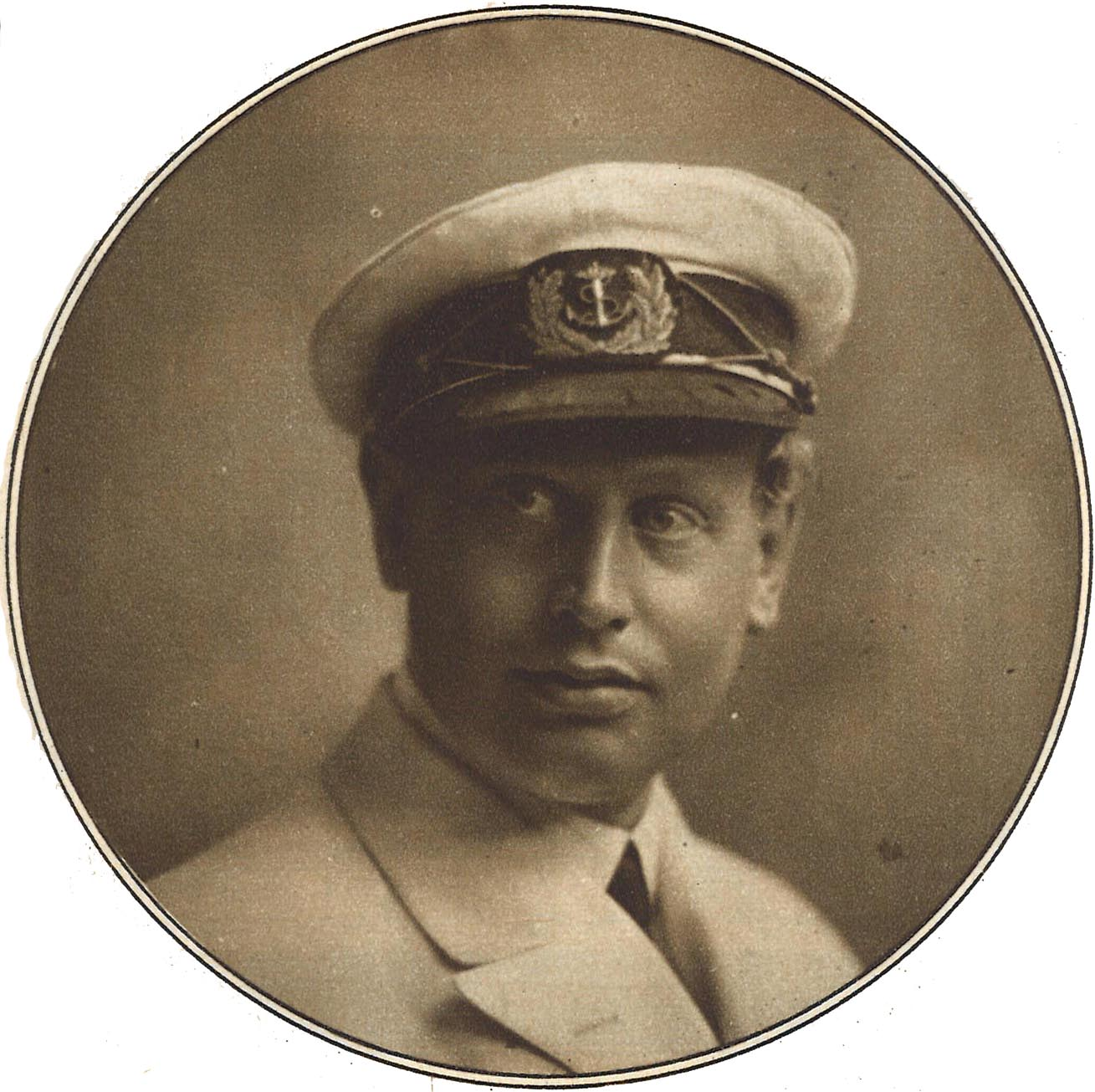
Thor Modéen i Styrman Karlssons flammor 1925.

| År   | Produktion                                                         | Upphovsmän                                                                         | Regi                         | Noter |
| ---- | ------------------------------------------------------------------ | ---------------------------------------------------------------------------------- | ---------------------------- | --- |
| 1900 | Fritz                                                              | Hermann Sudermann                                                                  | Karl Hedberg                 | Premiär 22 december 1900 Constance Gottschalck, Julia Magnusson, Oscar Eliason, Gunnar Klintberg, Knut Nyblom, Gunnar Lundberg, Axel Wesslau |
| 1900 | Erotik                                                             | Gustav Wied                                                                        | Albert Ranft                 | Premiär 22 december 1900 Anna Sofia Rustan, Titti Michal, Tyra Leijman-Uppström, Helfrid Lambert, Albert Ranft, Victor Lundberg, Nils Clementsson, Axel Wesslau, Vilhelm Olin, herr Nilsson, herr Lindheborg |
| 1901 | Stiliga Agusta                                                     | Gustaf af Geijerstam                                                               | Albert Ranft                 | Premiär 18 januari 1901 Maria Johansson, Helfrid Lambert, Virginie Wilhelmina Strandberg, Constance Gottschalck, fröken Ohlsson, Victor Lundberg, Oscar Eliason, Oscar Byström, Gunnar Klintberg, Knut Lambert Scenografi Carl Grabow |
| 1901 | Bellevilles mö Die Jungfrau von Belleville                         | Carl Millöcker, Richard Genée och Friedrich Zell                                   | Axel Bosin                   | Premiär 3 september 1901 Axel Ringvall, Elisabeth Sondell, Stassa Wahlgren, fröken Frisch, Axel Wesslau, herr Sjöholm, herr Carlander, Richard Lundin, August Wahlgren, Thorleif Allum, fru Carlander, fru Lovum, fröken Axell, fröken Petersén, fru Lundin, fröken Johannesén, Tyra Leijman-Uppström, herr Anderson                                                                          |
| 1901 | Geishan                                                            | Sidney Jones Översättning Ernst Wallmark                                           |                              | Premiär 13 september 1901 |
| 1902 | Prinsessan av Trebizonde                                           | Jacques Offenbach Översättning Carl Gustaf Michal                                  |                              | Premiär 10 april 1902 |
| 1902 | Två modeller                                                       | Georges Douay Översättning Johan Flodmark                                          |                              | Premiär 3 maj 1902 |
| 1903 | Hemsöborna                                                         | August Strindberg                                                                  |                              | Premiär 17 mars 1903 |
| 1904 | Gipsfiguren                                                        |                                                                                    |                              | Premiär 11 februari 1904 |
| 1904 | Kärleksmanöver                                                     |                                                                                    |                              | Premiär 14 oktober 1904 |
| 1904 | Elaka tungor                                                       |                                                                                    |                              | Premiär 23 oktober 1904 |
| 1905 | Den sjuke brorsonen                                                |                                                                                    |                              | Premiär 1 januari 1905 |
| 1905 | Stockholmsluft, revy                                               | Emil Norlander                                                                     |                              | Premiär 1 januari 1905 |
| 1905 | Den stora hemligheten Le secret de polichinelle                    | Pierre Wolff                                                                       |                              | Premiär 3 september 1905 |
| 1905 | Bröllopsnatten Un nuit de noce                                     | Henri Kéroul och Albert Barré                                                      |                              | Premiär 29 september 1905 |
| 1905 | En kvinnostrid                                                     | Ernst Fastbom                                                                      |                              | Premiär 29 november 1905 Göta Klintberg, Eva Nyblom, Helfrid Lambert, Erika Törnberg, Elsa Nilsson, Tyra Leijman-Uppström, Julia Magnusson, Ernst Fastbom, Adolf Blom, Erland Wagner, Pietro Rothgardt, Josef Norman, Birger Lundstedt |
| 1906 | English spoken L'Anglais tel qu'on le parle                        | Tristan Bernard                                                                    |                              | Premiär 1 januari 1906 |
| 1906 | Kalle Munter eller Hafver ni sett till någon misstänkt figur, revy | Emil Norlander                                                                     |                              | Premiär 1 januari 1906 |
| 1906 | Allt på sin rätta plats                                            | Frans Hedberg                                                                      |                              | Premiär 1 september 1906 Mia Gründer, Hildegard Harring, Helfrid Lambert, Ester Textorius, fröken Johansson, Tyra Leijman-Uppström, Julia Magnusson, Elsa Nilsson, Emil Ljungqvist, Erland Wagner, Birger Lundstedt, Adolf Blom, Ernst Norée, Axel Wesslau |
| 1906 | Underbarnet                                                        |                                                                                    |                              | Premiär 9 september 1906 |
| 1906 | Sten Stensson Stéen från Eslöf                                     | John Wigforss                                                                      |                              | Premiär 2 oktober 1906 Elis Ellis, Helfrid Lambert, Ernst Norée, Adolf Blom, Axel Wesslau, Lia Norée, Birger Lundstedt, Oskar Textorius, Elsa Nilsson, fröken Lennartsson, Julia Magnusson, Ester Textorius, Erland Wagner, Josef Norman, Carl Engdahl |
| 1907 | Vems är hatten                                                     | Harald Molander                                                                    |                              | Premiär 19 mars 1907 Lia Norée, fröken Johansson, Tyra Leijman-Uppström, Elsa Nilsson, Erland Wagner, Emil Adami, Ernst Norée |
| 1907 | Familjen Bolero La Famille Boléro                                  | Maurice Hennequin och Paul Bilhaud                                                 |                              | Premiär 28 september 1907 Flyttad från Djurgårdsteatern |
| 1907 | Kyske Casimir Maître Nitouche                                      | Maurice Desvallières och Antony Mars                                               |                              | Premiär 26 oktober 1907 |
| 1908 | Syster                                                             | Selfrid Kinmansson                                                                 |                              | Premiär 1 januari 1908 |
| 1908 | N:o 30 Gustafsson eller Hva' bråkar dom för?, revy                 | Emil Norlander                                                                     |                              | Premiär 1 januari 1908 |
| 1908 | Kärleksnästet                                                      |                                                                                    |                              | Premiär 29 augusti 1908 |
| 1908 | Blåa råttan                                                        |                                                                                    |                              | Premiär 12 september 1908 |
| 1908 | Statsrådet Steen - kvinnornas man                                  |                                                                                    |                              | Premiär 11 oktober 1908 Oskar Textorius, Axel Engdahl, Erland Wagner, fröken Sjöblom, Georg Blomstedt, Ernst Norée, herr Blom, herr Bergvall, herr Lundstedt, Emil Adami, Julia Magnusson, fröken Hellström, fru Cederborg, Edla Rothgardt, fru Wahlgren, Nils Elfforss, fröken Lennartsson                                                                                                   |
| 1909 | Tur hos damerna                                                    |                                                                                    |                              | Premiär 20 oktober 1909 |
| 1910 | Tokiga Amelie eller En bröllopsnatt vid Nordpolen                  | Emil Norlander                                                                     |                              | Premiär 1 januari 1910 Kate Meyer, Axel Hultman, fröken Sahlin, Ernst Norée, Mathilda Caspér, fröken Lennartsson, Erik "Bullen" Berglund |
| 1910 | Andersson, Pettersson och Lundström                                | Frans Hodell                                                                       |                              | Premiär 20 februari 1910 |
| 1910 | Var bor hon då? Wo wohnt sie denn?                                 | Georg Okonkowski, Jean Kren och Victor Hollaender                                  |                              | Premiär 30 april 1910 Kate Meyer |
| 1910 | Tvillingar                                                         | Ellen Reumert Översättning Herman Ring                                             |                              | Premiär 17 september 1910 15 föreställningar |
| 1910 | Fars pengar Fars Penge                                             | Poul Levin Översättning Herman Ring                                                |                              | Premiär 2 oktober 1910 4 föreställningar |
| 1910 | Duvslaget                                                          | Maurice Hennequin och Pierre Veber                                                 | Axel Bosin                   | Premiär 6 oktober 1910 Flyttad från Djurgårdsteatern 17 föreställningar |
| 1910 | Halta Lena och vindögda Per                                        | Ernst Fastbom                                                                      |                              | Premiär 15 oktober 1910 75 föreställningar |
| 1911 | Ingen utmätning                                                    | Don Mariano Pino Dominguez                                                         |                              | Premiär 1 januari 1911 Scenografi Carl Grabow 77 föreställningar |
| 1911 | Spasmiga Wahlund, revy                                             | Emil Norlander                                                                     |                              | Premiär 1 januari 1911 77 föreställningar |
| 1911 | Sten Stensson Stéen från Eslöf                                     | John Wigforss                                                                      |                              | Premiär 6 januari 1911 12 föreställningar |
| 1911 | Texas Jack A Texas Steer                                           | Charles Hale Hoyt                                                                  | Axel Hultman                 | Premiär 8 april 1911 16 föreställningar |
| 1911 | Hulda                                                              | Ernst Fastbom                                                                      |                              | Premiär 23 september 1911 20 föreställningar |
| 1911 | Halta Lena och vindögda Per                                        | Ernst Fastbom                                                                      |                              | Premiär 1 oktober 1911 33 föreställningar |
| 1911 | Huller om buller Polnische Wirtschaft                              | Jean Gilbert, Curt Kraatz och Georg Okonkowski                                     | Emil Linden                  | Premiär 13 oktober 1911 Flyttad från Djurgårdsteatern 49 föreställningar |
| 1911 | Karen, Maren och Mette Karen, Maren og Mette                       | Egill Rostrup och Johannes Anker Larsen                                            |                              | Premiär 21 oktober 1911 17 föreställningar |
| 1911 | Wienersömmerskan                                                   |                                                                                    |                              | Premiär 2 december 1911 12 föreställningar |
| 1912 | Snöhinder                                                          | Ernst Fastbom                                                                      |                              | Premiär 1 januari 1912 119 föreställningar |
| 1912 | Stockholmsgask, revy                                               | Emil Norlander                                                                     |                              | Premiär 1 januari 1912 Scenografi Carl Grabow 139 föreställningar |
| 1912 | David Copperfield                                                  | Max Maurey Översättning Johan Grönstedt                                            |                              | Premiär 8 september 1912 20 föreställningar |
| 1912 | Bilkurtis Das Autoliebchen                                         | Jean Gilbert och Alfred Schönfeld                                                  | Emil Linden                  | Premiär 24 september 1912 Flyttad från Djurgårdsteatern 18 föreställningar |
| 1912 | Skeppar-Johans pojke                                               | Ernst Fastbom                                                                      |                              | Premiär 12 oktober 1912 54 föreställningar |
| 1912 | Andersson, Pettersson och Lundström                                | Frans Hodell                                                                       |                              | Premiär 20 oktober 1912 13 föreställningar |
| 1912 | Sten Stensson Stéen från Eslöf                                     | John Wigforss                                                                      |                              | Premiär 23 november 1912 44 föreställningar |
| 1913 | Avskedssupen                                                       | Gunnar Malmberg                                                                    |                              | Premiär 1 januari 1913 100 föreställningar |
| 1913 | Sankt Jönsson och draken, revy                                     | Emil Norlander                                                                     |                              | Premiär 1 januari 1913 Scenografi Carl Grabow 100 föreställningar |
| 1913 | Halta Lena och vindögda Per                                        | Ernst Fastbom                                                                      |                              | Premiär 25 mars 1913 2 föreställningar |
| 1913 | Charleys tant Charley's Aunt                                       | Brandon Thomas                                                                     |                              | Premiär 19 april 1913 12 föreställningar |
| 1913 | Stormyrtösen                                                       | Berndt Fredgren Pseudonym för Hjalmar Selander och Peter Fristrup                  |                              | Premiär 1 maj 1913 Scenografi Jens Andresen 30 föreställningar |
| 1913 | Excellensen Max Exzellenz Max                                      | Julius Bischitzky                                                                  |                              | Premiär 6 september 1913 13 föreställningar |
| 1913 | Huller om buller Polnische Wirtschaft                              | Jean Gilbert, Curt Kraatz och Georg Okonkowski                                     |                              | Premiär 24 september 1913 1 föreställning |
| 1913 | Ungdomen rasar                                                     | Ernst Fastbom                                                                      |                              | Premiär 4 oktober 1913 32 föreställningar |
| 1913 | Äventyr på fotvandringen Eventyr paa fodrejsen                     | Jens Christian Hostrup                                                             |                              | Premiär 14 november 1913 6 föreställningar |
| 1913 | Strandvägens drottning                                             |                                                                                    |                              | Premiär 7 december 1913 3 föreställningar |
| 1913 | Snedsprång                                                         |                                                                                    |                              | Premiär 13 december 1913 4 föreställningar |
| 1913 | Kärnfolk                                                           | Walter Hülphers                                                                    |                              | Premiär 13 december 1913 4 föreställningar |
| 1914 | Skvallersystrarna                                                  |                                                                                    |                              | Premiär 1 januari 1914 118 föreställningar |
| 1914 | Stockholmsflugor, revy                                             | Emil Norlander                                                                     |                              | Premiär 1 januari 1914 Scenografi Carl Grabow 118 föreställningar |
| 1914 | Skeppar-Johans pojke                                               | Ernst Fastbom                                                                      |                              | Premiär 1 februari 1914 10 föreställningar |
| 1914 | Charleys tant Charley's Aunt                                       | Brandon Thomas                                                                     |                              | Premiär 19 september 1914 28 föreställningar |
| 1914 | Smugglarens son Smuglerens Søn                                     | Carit Etlar                                                                        | Justus Hagman                | Premiär 26 september 1914 14 föreställningar |
| 1914 | Min ska du bli                                                     | Ernst Fastbom                                                                      |                              | Premiär 10 oktober 1914 15 föreställningar |
| 1914 | Löjen och tårar                                                    | Johan Jolin                                                                        |                              | Premiär 23 oktober 1914 42 föreställningar |
| 1914 | Gubben Noak                                                        | Algot Sandberg                                                                     |                              | Premiär 14 november 1914 14 föreställningar |
| 1914 | Råttfällan                                                         | Johan Grönstedt                                                                    | Justus Hagman                | Premiär 5 december 1914 23 föreställningar |
| 1915 | Stockholm runt på 140 minuter, revy                                | Emil Norlander                                                                     |                              | Premiär 1 januari 1915 Scenografi Carl Grabow 161 föreställningar |
| 1915 | Husvill herre Herr ohne Wohnung                                    | Rudolf Österreicher och Béla Jenbach                                               |                              | Premiär 4 september 1915 7 föreställningar |
| 1915 | Ormen i paradiset Slangen i Paradis                                | Vilhelm Krag                                                                       |                              | Premiär 4 september 1915 7 föreställningar |
| 1915 | Brasilianskan Die schöne Schwedin                                  | Robert Winterberg, Julius Brammer och Alfred Grünwald                              |                              | Premiär 26 september 1915 13 föreställningar |
| 1915 | Bröllopet på Solö                                                  | Oscar Wennersten                                                                   |                              | Premiär 9 oktober 1915 17 föreställningar |
| 1915 | Det nya paradiset                                                  | Seth Hammond och Fred Winter                                                       |                              | Premiär 21 oktober 1915 40 föreställningar |
| 1915 | Sisters Harrison Fem søstre                                        | C.E. Jensen och William Norrie Översättning Nalle Halldén                          |                              | Premiär 30 november 1915 14 föreställningar |
| 1915 | Stockholm nattetid                                                 | Frans Hodell                                                                       |                              | Premiär 18 december 1915 17 föreställningar |
| 1916 | Doktor Hjälplös                                                    | Joaquín Abati                                                                      |                              | Premiär 1 januari 1916 80 föreställningar |
| 1916 | Stockholmsjobb, revy                                               | Emil Norlander                                                                     |                              | Premiär 1 januari 1916 Scenografi Carl Grabow 118 föreställningar |
| 1916 | En kärlekssaga                                                     | Ernst Fastbom                                                                      |                              | Premiär 5 mars 1916 10 föreställningar |
| 1916 | Den trogne Emil Der brave Fridolin                                 | Max Gabriel och Georg Okonkowski Översättning Axel Wijkander och Oscar Ralf        |                              | Premiär 29 april 1916 22 föreställningar |
| 1916 | Ack Elvira, farsrevy                                               | Svasse Bergqvist (under pseudonymen Strid Sommar)                                  |                              | Premiär 2 september 1916 Scenografi Carl Grabow 127 föreställningar |
| 1916 | Närkingarna                                                        | Carl Axel Anrep                                                                    |                              | Premiär 15 oktober 1916 |
| 1917 | Teaterflugan, revy                                                 | Emil Norlander                                                                     |                              | Premiär 1 januari 1917 Scenografi Carl Grabow 117 föreställningar |
| 1917 | Äventyr på fotvandringen Eventyr paa fodrejsen                     | Jens Christian Hostrup                                                             |                              | Premiär 25 februari 1917 3 föreställningar |
| 1917 | Daggdroppen, revy                                                  | Svasse Bergqvist (under pseudonymen Strid Sommar)                                  |                              | Premiär 28 april 1917 18 föreställningar |
| 1917 | Ack Elvira, farsrevy                                               | Svasse Bergqvist (under pseudonymen Strid Sommar)                                  |                              | Premiär 17 maj 1917 Scenografi Carl Grabow 15 föreställningar |
| 1917 | Tip-Top, revy                                                      | Fred Winter                                                                        | Axel Hultman                 | Premiär 1 september 1917 Scenografi Carl Grabow 107 föreställningar |
| 1917 | Lots i bränningar                                                  | Ernst Fastbom                                                                      |                              | Premiär 7 oktober 1917 23 föreställningar |
| 1917 | Nybroplan 2 Kaiserplatz Nr. 3, eine Treppe                         | Leo Schottländer, Oscar Engel och Adolf Viktor von Körber Översättning Sven Nyblom | Axel Hultman                 | Premiär 16 december 1917 Eugen Nilsson, Zara Backman, Hildur Lindholm, Ernst Fastbom, Ingeborg Nilsson, Eva Ericson, Tage Almqvist, Paul Hagman, Julia Ewert, Eric Lindholm, John Lindén, Gustaf Lindberg 14 föreställningar |
| 1918 | Tokstollar, revy                                                   | Emil Norlander                                                                     |                              | Premiär 1 januari 1918 Scenografi Carl Grabow 105 föreställningar |
| 1918 | Vackra Molly                                                       | Fred Winter                                                                        | Eric Lindholm                | Premiär 19 april 1918 41 föreställningar |
| 1918 | Andersson, Pettersson och Lundström                                | Frans Hodell                                                                       |                              | Premiär 5 maj 1918 |
| 1918 | Leve kärleken, revy                                                | Otto Hellkvist                                                                     |                              | Premiär 31 augusti 1918 12 föreställningar |
| 1918 | Ruffy T3                                                           | Fred Winter                                                                        | Sigurd Wallén                | Premiär 11 september 1918 Scenografi Carl Grabow 95 föreställningar |
| 1918 | Skeppargatan 40                                                    | Algot Sandberg                                                                     |                              | Premiär 6 oktober 1918 49 föreställningar |
| 1919 | Tingel-tangel, revy                                                | Fred Winter                                                                        |                              | Premiär 1 september 1919 Scenografi Carl Grabow 83 föreställningar |
| 1919 | 33 333                                                             | Algot Sandberg                                                                     | Sigurd Wallén                | Premiär 22 november 1919 58 föreställningar |
| 1920 | Cirkus Jönsson, revy                                               | Emil Norlander                                                                     | Sigurd Wallén                | Premiär 1 januari 1920 Scenografi Carl Grabow 114 föreställningar |
| 1920 | Signade tider                                                      | Algot Sandberg                                                                     | Sigurd Wallén                | Premiär 24 maj 1920 107 föreställningar |
| 1920 | Janssons frestelse                                                 | Sigurd Wallén                                                                      | Sigurd Wallén                | Premiär 26 september 1920 18 föreställningar |
| 1921 | Pigga gubbar, revy                                                 | Emil Norlander                                                                     | Sigurd Wallén                | Premiär 1 januari 1921 Scenografi Carl Grabow 90 föreställningar |
| 1921 | Yon Yonson                                                         | Algot Sandberg                                                                     |                              | Premiär 30 januari 1921 |
| 1921 | Signade tider                                                      | Algot Sandberg                                                                     |                              | Premiär 9 april 1921 |
| 1921 | Trollet och guldet                                                 | Ernst Fastbom                                                                      |                              | Premiär 16 april 1921 Stina Berg, Sigurd Wallén, Eugen Nilsson, Ernst Fastbom, Gustaf Hjorth, Edith Wallén, Elsa Carlsson, Helge Karlsson, Gösta Björker, Tage Almqvist, Gustaf Lindberg, Ingeborg Nilsson, Gurli Becklin 39 föreställningar |
| 1921 | Den store Hansen Danmarks Hansen                                   | Fleming Lynge                                                                      |                              | Premiär 7 maj 1921 7 föreställningar |
| 1921 | Fjärde budet                                                       | Sigurd Wallén                                                                      | Sigurd Wallén                | Premiär 20 juni 1921 Scenografi Olle Nordmark 43 föreställningar |
| 1921 | Ann-Sofis giftermål Le Mariage de mademoiselle Beulemans           | Frantz Fonson och Fernand Wicheler                                                 | Sigurd Wallén                | Premiär 24 september 1921 35 föreställningar |
| 1921 | Unge Adolar Der verjungte Adolar                                   | Walter Kollo, Curd Kraatz, Richard Kessler och Hermann Frey                        | Sigurd Wallén                | Premiär 29 oktober 1921 71 föreställningar |
| 1922 | Venuspassagen, revy                                                | Emil Norlander                                                                     | Sigurd Wallén                | Premiär 1 januari 1922 Maja Cassel, Ernst Fastbom, Mary Gräber, Sigurd Wallén, Stina Berg, Valdemar Dalquist, Edith Wallén, Eugen Nilsson, Helge Karlsson, Hildur Lindholm, Gustaf Hjorth, Tage Almqvist, Carl-Gunnar Wingård, Elvira Kemble-Sjöberg, Märta Reiners, Jean de Lande, Mathilda Caspér, Ingeborg Nilsson, Erik Bergman, Gösta Björker Scenografi Carl Grabow 110 föreställningar |
| 1922 | Phi-Phi                                                            | Henri Christiné                                                                    | Sigurd Wallén                | Premiär 22 april 1922 Scenografi Carl Grabow 40 föreställningar |
| 1922 | Vackre Richard                                                     | Ernst Fastbom                                                                      | Ernst Fastbom                | Premiär 2 september 1922 14 föreställningar |
| 1922 | Den 27:e augusti                                                   | Einar Fröberg                                                                      | Sigurd Wallén                | Premiär 16 september 1922 27 föreställningar |
| 1922 | Blonda ängeln Der blonde Engel                                     | Robert Winterberg, Richard Kessler och Arthur Rebner                               | Sigurd Wallén                | Premiär 7 oktober 1922 43 föreställningar |
| 1922 | Fröken Puck Fräulein Puck                                          | Walter Kollo, Franz Arnold och Ernst Bach                                          | Sigurd Wallén                | Premiär 18 november 1922 44 föreställningar |
| 1923 | Kungarevyn, revy                                                   | Emil Norlander                                                                     | Ernst Fastbom Helge Karlsson | Premiär 1 januari 1923 Scenografi Carl Grabow 82 föreställningar |
| 1923 | Pariserluft                                                        | Martin Knopf, Alexander Engel och Julius Horst                                     |                              | Premiär 23 mars 1923 35 föreställningar |
| 1923 | När katten är borta Die kleine Sünderin                            | Jean Gilbert och Hans H. Zerlett                                                   |                              | Premiär 28 april 1923 34 föreställningar |
| 1923 | Ebberöds bank Ebberød Bank                                         | Axel Breidahl och Axel Frische                                                     | Sigurd Wallén                | Premiär 1 september 1923 178 föreställningar |
| 1923 | Närkingarna                                                        | Carl Axel Anrep                                                                    |                              | Premiär 21 oktober 1923 10 föreställningar |
| 1924 | Festprissar, revy                                                  | Emil Norlander                                                                     | Sigurd Wallén                | Premiär 1 januari 1924 Scenografi Olle Nordmark 60 föreställningar |
| 1924 | Ett skepp kommer lastat                                            | Fred Winter, Valdemar Dalquist och Ture Nerman                                     | Sigurd Wallén                | Premiär 1 mars 1924 Scenografi Olle Nordmark 47 föreställningar |
| 1924 | Ebberöds bank Ebberød Bank                                         | Axel Breidahl och Axel Frische                                                     | Sigurd Wallén                | Premiär 30 augusti 1924 103 föreställningar |
| 1924 | Skeppargatan 40                                                    | Algot Sandberg                                                                     | Sigurd Wallén                | Premiär 16 november 1924 |
| 1924 | Den sorglustige barberaren Den sørgmuntre Barber                   | Jens Locher                                                                        | Sigurd Wallén                | Premiär 29 november 1924 Scenografi Ossian Elgström 30 föreställningar |
| 1925 | Genom kikaren, revy                                                | Emil Norlander                                                                     | Sigurd Wallén                | Premiär 1 januari 1925 Scenografi Carl Grabow 79 föreställningar |
| 1925 | Styrman Karlssons flammor                                          | Björn Hodell                                                                       |                              | Premiär 21 mars 1925 Scenografi Carl Grabow 186 föreställningar |
| 1926 | Slag i slag, revy                                                  | Emil Norlander                                                                     |                              | Premiär 1 januari 1926 Carl-Gunnar Wingård, Hugo Jacobson, Edith Wallén, Ragnar Widestedt, Gudrun Folmer-Hansen, Dagmar Gille |
| 1926 | Jeppe på berget Jeppe paa bierget                                  | Ludvig Holberg                                                                     |                              | Premiär 17 januari 1926 Rune Carlsten, Edith Wallén, Helge Karlsson, Tage Almqvist |
| 1926 | Dagens hjälte                                                      | Carlo Keil-Möller                                                                  | Rune Carlsten                | Premiär 30 januari 1926 Helge Karlsson, Edith Wallén, John Westin, Ellen Carlsson, Elvira Kemble, Vera Schmiterlöw, Justus Hagman, Dagmar Gille, Carl-Gunnar Wingård, Stina Rosén, Bojan Nilsson, Rune Carlsten, Hildur Lindholm, Ernst Fastbom, Tage Almqvist, Hugo Jacobson, Fritiof Björne                                                                                                 |
| 1926 | Kopparbröllop Kobberbryllup                                        | Svend Rindom                                                                       | Oskar Textorius              | Premiär 20 februari 1926 John Westin, Ernst Fastbom, Justus Hagman, Hugo Jacobson, Ester Textorius, Edith Wallén, Bojan Nilsson, Stina Rosén, Carl-Gunnar Wingård |
| 1926 | Damen utan slöja Die Frau ohne Schleier                            | August Neidhart, Lothar Sachs och Byjacco                                          | Oskar Textorius              | Premiär 13 mars 1926 Edith Hallsten, Märta Ekström, Christian Schröder, Oskar Textorius, Wilhelm Julinder, Dagmar Gille, Ellen Carlsson, Carl-Gunnar Wingård, Helge Karlsson, Hugo Jacobson |
| 1926 | Kör till Södran, revy                                              |                                                                                    |                              | Premiär 24 april 1926 Gudrun Folmer-Hansen, Mary Gräber, Eric Lindholm, Ragnar Widestedt, Hulda Malmström, Helge Karlsson, Laura Rocklitz |
| 1926 | Mina damer och herrar, revy                                        | Svasse Bergqvist & C:o                                                             | Erik Berglund                | Premiär 4 juni 1926 Elna Panduro, Erik Berglund, Ragnar Widestedt, Brita Öberg, Sonja Östman |

## Robert Ryberg (1926–1927)
| År   | Produktion                                     | Upphovsmän                                       | Regi              | Noter |
| ---- | ---------------------------------------------- | ------------------------------------------------ | ----------------- | --- |
| 1926 | Du gamla, du fria, revy                        | Karl Gerhard                                     |                   | Premiär 31 augusti 1926 37 föreställningar |
| 1926 | Billiga bilgrevinnan Taxameter-Knudsens datter | Axel Breidahl                                    | Valdemar Dalquist | Premiär 9 oktober 1926 Scenografi John Jon-And 35 föreställningar |
| 1926 | Benjamin                                       | René Mercier                                     | Nils Johannisson  | Premiär 13 november 1926 Scenografi Nils Johannisson 42 föreställningar                                                                                                |
| 1927 | Karl-Gerhards nyårsrevy 1927                   | Karl Gerhard                                     | Valdemar Dalquist | Premiär 1 januari 1927 Valdemar Dalquist, Lili Ziedner, Karin Gardtman, Elsa Wallin, Carl-Gunnar Wingård, Vilhelm Julinder Scenografi John Jon-And 105 föreställningar |
| 1927 | Teresina Die Teresina                          | Oscar Straus, Rudolph Schanzer och Ernst Welisch | Oscar Winge       | Premiär 16 april 1927 11 föreställningar |
| 1927 | Lilla helgonet Mam'zelle Nitouche              | Hervé, Henri Meilhac och Albert Millaud          | Arvid Petersén    | Premiär 23 april 1927 27 föreställningar |

## Thure Alfe (1927–1928)
| År   | Produktion                           | Upphovsmän                                                                              | Regi           | Noter |
| ---- | ------------------------------------ | --------------------------------------------------------------------------------------- | -------------- | --- |
| 1927 | Som i ungdomens vår Wie einst im Mai | Walter Kollo och Willy Bredschneider                                                    | Arvid Petersén | Premiär 2 september 1927 Kerstin Bergman, Erik Andersson, Mary Gräber, Hildur Lindholm, Ernst Fastbom, Eric Lindholm, Märta-Stina Petersen, Alice Skoglund, Sickan Castegren, Gina Barcklind, Thure Alfe, Hilding Anell, Bertil Brusewitz, Carl Ericson, Kurt Welin, Georg Fernquist 42 föreställningar |
| 1927 | När oskulden sover Faschingshochzeit | Johann Strauss den yngre, Oskar Friedman och Fritz Lunzer Översättning Ragnar Widestedt | Thure Alfe     | Premiär 15 oktober 1927 Elvin Ottoson, Eric Lindholm, Mary Gräber, Ernst Fastbom, Kerstin Bergman, Dagmar Gille Koreografi Lilly Gräber, Scenografi Erik Dahlin 21 föreställningar |
| 1927 | Sten Stensson Stéen från Eslöf       | John Wigforss                                                                           | Elis Ellis     | Premiär 15 november 1927 115 föreställningar |
| 1927 | Sagan om det fula trollets hjärta    | Ludde Sunnerstedt                                                                       | Arvid Petersén | Premiär 10 december 1927 Gina Barcklind, Gudrun von Zeipel, Ernst Fastbom, Erland Colliander, Kurt Welin 4 föreställningar |
| 1928 | Borgmästare Stéen                    | John Wigforss                                                                           | Elis Ellis     | Premiär 13 januari 1928 |
| 1928 | Sherlock Holmes                      | Jack Gordon                                                                             |                | Premiär 28 januari 1928 Victor Lundberg, Mary von Johnstone, Thure Alfe, Gustaf Hjärne, Bertil Brusewitz, Hildur Lindholm, Kurt Welin, Kerstin Bergman, Georgina Barcklind, Hilding Anell, Georg Fernquist, Erland Colliander, Gudrun von Zeipel 64 föreställningar                                     |
| 1928 | Mänsklighetens gissel Maternité      | Eugène Brieux                                                                           | Einar Fröberg  | Premiär 21 april 1928 10 föreställningar |

## Björn Hodell (1928–1938)
| År   | Produktion                                             | Upphovsmän                                          | Regi                          | Noter |
| ---- | ------------------------------------------------------ | --------------------------------------------------- | ----------------------------- | --- |
| 1928 | Hurra! En pojke! Hurra, ein Junge                      | Franz Arnold och Ernst Bach                         | Sigurd Wallén                 | Premiär 8 september 1928 Sigurd Wallén, Calle Hagman, Ruth Weijden, Maja Jerlström, Nils Ekstam, Nita Hårleman, Nils Ohlin, Signe Törnqvist, Erik Andersson Scenografi Bakó 41 föreställningar                                                                                                   |
| 1928 | Spindeln The Spider                                    | Fulton Oursler och Lowell Brentano                  | Sigurd Wallén                 | Premiär 13 oktober 1928 77 föreställningar |
| 1929 | Det ligger i luften, revy                              | Gösta Stevens och Kar de Mumma                      | Björn Hodell Sigurd Wallén    | Premiär 1 januari 1929 145 föreställningar |
| 1929 | Vår i Heidelberg                                       | Fred Raymond                                        | Björn Hodell                  | Premiär 7 september 1929 35 föreställningar |
| 1929 | Familjekarusellen                                      | Axel Frische och Fleming Lynge                      | Björn Hodell                  | Premiär 12 oktober 1929 72 föreställningar |
| 1929 | Styrman Karlssons flammor                              | Björn Hodell                                        | Sigurd Wallén                 | Premiär 3 november 1929 11 föreställningar |
| 1930 | Södran som vanligt, revy                               | Gösta Stevens                                       | Björn Hodell                  | Premiär 1 januari 1930 125 föreställningar |
| 1930 | Sympatiska Simon                                       | Fridolf Rhudin och Henning Ohlson                   | Fridolf Rhudin                | Premiär 27 september 1930 112 föreställningar |
| 1931 | Södrans nyårsrevy 1931                                 | Gösta Stevens och Kar de Mumma                      | Björn Hodell                  | Premiär 1 januari 1931 125 föreställningar |
| 1931 | Tempo, revy                                            | W. Doorlay                                          | W. Doorlay                    | Premiär 5 september 1931 7 föreställningar |
| 1931 | Sympatiska Simon                                       | Fridolf Rhudin och Henning Ohlson                   | Fridolf Rhudin                | Premiär 26 september 1931 93 föreställningar |
| 1931 | När byskräddaren och byskomakaren gifte bort sin pojke | Björn Hodell                                        |                               | Premiär 12 oktober 1931 8 föreställningar |
| 1932 | Här va' de'!, revy                                     | Gösta Stevens och Kar de Mumma                      | Björn Hodell                  | Premiär 1 januari 1932 Thor Modéen, Katie Rolfsen, Eric Gustafson, Nils Jacobsson, Nils Ericson, Karen Rasmussen, Arvid Richter, Lasse Krantz 130 föreställningar |
| 1932 | Kalle Karlssons knepigheter                            | Åbergsson                                           | Ludvig Gentzel                | Premiär 14 februari 1932 8 föreställningar |
| 1932 | Vi som går köksvägen                                   | Gösta Stevens                                       | Nils Lundell                  | Premiär 24 september 1932 100 föreställningar |
| 1933 | Ett leende år, revy                                    | Gösta Stevens och Kar de Mumma                      | Björn Hodell                  | Premiär 1 januari 1933 125 föreställningar |
| 1933 | Den tappre soldaten Schwejk                            | Jaroslav Hašek Översättning Sonja Vougt             | Oscar Winge                   | Premiär 30 september 1933 Edvard Persson, Dagmar Ebbesen, Ruth Weijden, Karen Rasmussen, Sickan Carlsson, Aurora Åström, Inga Hodell, Nils Jacobsson, Wictor Hagman, Eric Johansson, Knut Frankman, Georg Skarstedt Scenografi Martin Ahlbom, Harald Garmland och Erik Dahlin 25 föreställningar |
| 1933 | Lyckliga Jönsson                                       | Toralf Sandø                                        | Björn Hodell                  | Premiär 21 oktober 1933 65 föreställningar |
| 1933 | Sympatiska Simon                                       | Fridolf Rhudin och Henning Ohlson                   | Fridolf Rhudin                | Premiär 26 december 1931 6 föreställningar |
| 1934 | Rapsodi Stockholm, revy                                | Kar de Mumma och Gösta Stevens                      | Björn Hodell                  | Premiär 1 januari 1934 140 föreställningar |
| 1934 | Pettersson – Sverge                                    | Oscar Rydqvist                                      | Sigurd Wallén                 | Premiär 15 september 1934 23 föreställningar |
| 1934 | Sol över Söder, revy                                   |                                                     |                               | Premiär 26 december 1934 Thor Modéen, Edvard Persson, Katie Rolfsen, Lizzy Stein, Eric Abrahamsson, Sickan Carlsson, Åke Söderblom, Axel Witzansky, Greta Woxholt, Nils Jacobsson, Åke Jensen 6 föreställningar                                                                                  |
| 1935 | Och karusellen går, revy                               | Gösta Stevens, Kar de Mumma och Åke Söderblom       | Gösta Stevens                 | Premiär 1 januari 1935 135 föreställningar |
| 1935 | Min fru förlovar sig                                   | Paul Frank och Ludwig Hirschfeldt                   |                               | Premiär 7 september 1935 Semmy Friedmann, Anna-Lisa Ryding, Gösta Cederlund, Wanda Rothgardt, Olle Hilding 23 föreställningar |
| 1936 | Klart söderut, revy                                    | Kar de Mumma och Åke Söderblom                      | Björn Hodell                  | Premiär 1 januari 1936 Thor Modéen, Åke Söderblom, Katie Rolfsen, Maritta Marke, Lizzy Stein, John Botvid, Gösta Bodin, Arvid Richter, Alice Wallin, Gustav Wally, Randi Kopstad 105 föreställningar                                                                                             |
| 1936 | Resan till leksaksland                                 | Guido Valentin                                      | Calle Flygare                 | Premiär 12 januari 1936 5 föreställningar |
| 1936 | Kloka gubben Den kloge mand                            | Paul Sarauw                                         | Sigurd Wallén                 | Premiär 3 oktober 1936 72 föreställningar |
| 1937 | Sverige åt Svensson, revy                              | Kar de Mumma                                        | Björn Hodell Leif Amble-Naess | Premiär 1 januari 1937 35 föreställningar |
| 1937 | Spöket far till Irland The Rale McCoy                  | N.J.J. Mackeown                                     | John Westin                   | Premiär 5 april 1935 5 föreställningar |
| 1937 | Peter den store                                        | Paul Sarauw                                         | Paul Sarauw                   | Premiär 9 oktober 1935 Einar Axelsson, Märtha Lindlöf, Carl Deurell, Anna-Stina Wåglund, Magnus Kesster, Carl-Gunnar Wingård, Ludde Juberg, Hans Björnbo, Otto Malmberg, Sten Hedlund, Karin Hilke, Keith Hårleman 41 föreställningar                                                            |
| 1937 | Tre små flickor Drei arme kleine mädels                | Walter Kollo, Hermann Feiner och Bruno Hardt-Warden | Karl Kinch                    | Premiär 10 december 1935 Gästspel av Riksteatern |
| 1938 | Leve konkurrensen!, revy                               | Gösta Rybrant, Einar Molin och Nisse Berggren       | Björn Hodell                  | Premiär 1 januari 1938 |

## Gustav Wally (1939–1941)
| År   | Produktion                   | Upphovsmän     | Regi            | Noter |
| ---- | ---------------------------- | -------------- | --------------- | --- |
| 1939 | Honnör för 39, revy          | Kar de Mumma   | Victor Bernau   | Premiär 1 januari 1939 120 föreställningar |
| 1939 | Uppåt igen, revy             | Kar de Mumma   | Arne Weel       | Premiär 24 november 1939 125 föreställningar |
| 1940 | Charleys tant Charley's aunt | Brandon Thomas | Leif Amble-Næss | Premiär 26 oktober 1940 Stig Järrel, Eric Abrahamsson, Arthur Cederborgh, Maritta Marke, Solveig Hedengran, Eivor Engelbrektsson, Birgit Sergelius, George Fant, Karl-Arne Holmsten Flyttad till Vasateatern 30 föreställningar |
| 1941 | Flaggan i topp, revy         | Kar de Mumma   | Leif Amble-Næss | Premiär 1 januari 1941 110 föreställningar |

## Sandrews (1941–1955)
| År   | Produktion                                  | Upphovsmän                                  | Regi                                                      | Noter |
| ---- | ------------------------------------------- | ------------------------------------------- | --------------------------------------------------------- | --- |
| 1942 | Nyårsrevyn 1942, revy                       | Gösta Stevens och Karl-Ewert                | Gösta Stevens, Stig Järrel, Sigge Fürst, Sven Aage Larsen | Premiär 1 januari 1942 Stig Järrel, Dagmar Olsson, Lasse Dahlquist, Yrsa Cannelin, Nils Kihlberg, Gudrun Brost, John Botvid, Eva Mia Berg, Sten Lindgren, Gustaf Torrestad, Brenda Bruno, Bertil Pettersson, Dansparet Night & Day 102 föreställningar                                   |
| 1942 | Hellas                                      | August Strindberg                           | Börje Mellvig                                             | Premiär 1 januari 1942 Gästspel av Dramatikerstudion Scenografi Gösta Gisiko |
| 1943 | Marsch till Söder, revy                     | Herr Dardanell, Dix Dennie, Åke Balltorp    | Karl Kinch                                                | Premiär 1 januari 1943 Thor Modéen, Åke Söderblom, Åke Grönberg, Egon Larsson, Greta Bjerke, Rut Holm, Dagmar Olsson, Vera Valdor, Ester Estéry Koreografi Sven Aage Larsen, Scenografi Georg Magnusson, Kostym Gueye Rolf                                                               |
| 1943 | Mr Cinders                                  | Vivian Ellis och Richard Myers              | Karl Kinch                                                | Premiär 18 september 1943 86 föreställningar |
| 1944 | 80-90-100, revy                             | Dardanell                                   | Karl Kinch                                                | Premiär 1 januari 1944 133 föreställning |
| 1944 | Aschebergskan på Wittschöfle                | Brita von Horn och Elsa Collijn             | Sam Besekow                                               | Premiär 6 september 1944 Scenografi Yngve Larsson Gästspel av Dramatikerstudion |
| 1944 | Mördaren sitter i salongen                  | Mogens Brandt                               | Per Knutzon                                               | Premiär 7 oktober 1944 58 föreställningar |
| 1945 | Revydags, revy                              | Dardanell och Åke Balltorp                  | Gösta Stevens                                             | Premiär 1 januari 1945 Scenografi Georg Magnusson 150 föreställningar |
| 1945 | Gräshopporna, revy                          | David Muller                                | Stig Lommer                                               | Premiär 4 oktober 1945 65 föreställningar |
| 1946 | Fred och fröjd, revy                        | Dardanell och Åke Balltorp                  | Gösta Stevens                                             | Premiär 1 januari 1946 Scenografi Georg Magnusson 124 föreställningar |
| 1946 | Södran så klart, revy                       | Dardanell och Åke Balltorp                  | Gösta Folke                                               | Premiär 1 november 1946 Scenografi Gunnar Tandberg 89 föreställningar |
| 1947 | Lorden från gränden Me and My Girl          | Noel Gay, Douglas Furber och L. Arthur Rose | Nils Poppe                                                | Premiär 26 september 1947 Scenografi Holger Winge 81 föreställningar |
| 1947 | Den svåra stunden                           | Pär Lagerkvist                              | Sven Lindberg Gunnar Skoglund Willy Peters                | Premiär 30 november 1947 Gästspel av Stockholms studentteater |
| 1948 | Stockholm hela dan, revy                    | Kar de Mumma                                | Douglas Håge                                              | Premiär 1 januari 1948 Katie Rolfsen, Inga Brink, Egon Larsson, Åke Söderblom, Sigge Fürst, Douglas Håge Koreografi Egon Larsson, Scenografi Sven Erixson, Erik Byström, Tage Hedqvist, Tor Hörlin, Stellan Mörner, Kostym Gueye Rolf                                                    |
| 1948 | Lorden från gränden Me and My Girl          | Noel Gay, Douglas Furber och L. Arthur Rose | Nils Poppe                                                | Premiär 17 september 1948 Scenografi Holger Winge 88 föreställningar |
| 1949 | Söder ställer ut, revy                      | Kar de Mumma, Nils Perne och Sven Paddock   | Sven Paddock Egon Larsson                                 | Premiär 1 januari 1949 Tollie Zellman, Douglas Håge, Dagmar Olsson, Åke Söderblom, Gaby Stenberg, Egon Larsson, Mary Rapp, Carl Reinholdz, Sven Lykke Koreografi Egon Larsson, Scenografi Sven Erixson, Tage Hedqvist, Tor Hörlin, Stellan Mörner, Kostym Gueye Rolf 133 föreställningar |
| 1949 | Mister Floyd kommer till stan               | Lars Gunnar Perne                           | Egon Larsson Sven Paddock                                 | Premiär 1 september 1949 Scenografi Mille Petersson 76 föreställningar |
| 1950 | Farväl till 40-talet, revy                  | Kar de Mumma                                | Sven Paddock                                              | Premiär 1 januari 1950 Naima Wifstrand, Åke Söderblom, Gaby Stenberg, Douglas Håge, Harriet Andersson, Egon Larsson, Carl Reinholdz, Eric Gustafson Scenografi Sven Åberg, Kostym Mago 141 föreställningar                                                                               |
| 1950 | Maison Juliette                             | Curt Henricsson                             | Harly Lundholm                                            | Premiär 20 maj 1950 Scenografi Holger Winge Gästspel av Matteuspojkarna |
| 1950 | Var är Charley Where's Charley              | Frank Loesser och George Abbott             | Leif Amble-Naess                                          | Premiär 27 september 1950 Scenografi Gunnar Tandberg 73 föreställningar |
| 1951 | Höga nöjet, det nya spelet, revy            | Kar de Mumma, Sven Paddock och Nils Perne   | Sven Paddock                                              | Premiär 1 januari 1951 Scenografi Pelle Åberg 119 föreställningar |
| 1951 | Tillsammans igen, revy                      | Gösta Stevens                               | Gösta Stevens                                             | Premiär 21 september 1951 Scenografi Mille Petersson 233 föreställningar |
| 1952 | Lycklig resa, revy                          | Gösta Stevens                               |                                                           | Premiär 13 september 1952 Scenografi Mille Petersson 203 föreställningar |
| 1953 | Stockholm skrattar, revy                    | Gösta Stevens                               | Gösta Stevens                                             | Premiär 12 september 1953 Scenografi Mille Petersson 36 föreställningar |
| 1953 | Tillsammans omigen, revy                    | Gösta Stevens                               | Gösta Stevens                                             | Premiär 17 oktober 1953 Scenografi Mille Petersson 172 föreställningar |
| 1954 | Oh, mein Papa                               | Erik Charell och Paul Burkhard              | Hansjörg Boeger                                           | Premiär 22 september 1954 Georg Rydeberg, Inger Juel, Hasse Funck, Marianne Nielsen, Håkan Westergren, Eva Laräng, Ingemar Pallin, Ulla-Bella Fridh, Sven Melin, Ingrid Arnoldson, Kerstin Görander, Erna Groth, Åke Starck Scenografi och kostym Mago                                   |
| 1955 | Mord på mördare Witness for the prosecution | Agatha Christie                             | Lars-Eric Kjellgren                                       | Premiär 21 januari 1955 Scenografi Mille Petersson 53 föreställningar |

## 1955-1967
Teatern stängd för renovering.

## Riksteatern (1967-)
| År   | Produktion | Upphovsmän                                                                                        | Regi                                    | Noter |
| ---- | --- | ------------------------------------------------------------------------------------------------- | --------------------------------------- | --- |
| 1967 | Flotten | Kent Andersson                                                                                    | Lennart Hjulström                       | Premiär 19 augusti 1967 Scenografi Leif Mereus Gästspel av Göteborgs stadsteater 2 föreställningar |
| 1967 | Lilla spöket Laban | Inger Sandberg och Daniel Bell                                                                    | Anita Pein                              | Premiär 26 september 1967 Scenografi Torolf G. Engström Sven Nilsson, Ellika Mann, Birgitta Valberg, Alf Östlund, Ingrid Boström, Kerstin Einarson, Margareta Sundman, Gunnar Suttner, Osmo Kähkölä, Lennart Almén, Roland Häggström, Bengt Sandström, Kullervo Kariranta, Henning Schröder, Viggo Rohde-Nielsen, Paul Höglund, Gunilla Slättegård, Helena Brodin, Sven-Erik Vikström, Busk Margit Jonsson, Bo Hollsten, Solange Suttner, Britt Eliason, Margareta Bergmark, Harriet Söderqvist, Olle Johansson, Lars-Erland Holmlund, Rudolf Dessy, Lennart Rittvall, Georg Hansen, Christina Lundquist, Olle Sivall Gästspel av Dramaten 26 föreställningar |
| 1967 | Kungen och skomakaren | Alexander Argov och Sammy Groenemann                                                              | Ivo Cramér                              | Premiär 28 september 1967 Brita Borg, Per Olof Eriksson, Inga Brink, Nina Scenna Koreografi Ivo Cramér, Scenografi och kostym Alvar Granström 4 föreställningar |
| 1967 | Porträtt av fem kvinnor | Maxwell Anderson, Federico Garcia Lorca, Friedrich von Schiller, Herman Bang, Alexander Woollcott | Inga Tidblad                            | Premiär 8 oktober 1967 Inga Tidblad 1 föreställning |
| 1967 | Drottningholmsbaletten |                                                                                                   | Ivo Cramér                              | Premiär 15 oktober 1967 José de Udaeta, Gene Hill Sagan, Sissel Ribera, Jessica Schubert, Micaela von Gegerfelt, Unnur Gudjonsdottir, Kenneth Scherman, Francesca Mol Kostym Börje Edh 1 föreställning |
| 1967 | Hamlet | William Shakespeare                                                                               | Charles Marowitz                        | Premiär 17 oktober 1967 Gästspel av Folkteatern, Göteborg Iwar Wiklander 3 föreställningar |
| 1967 | Così fan tutte | Wolfgang Amadeus Mozart och Lorenzo da Ponte                                                      | Leif Söderström                         | Premiär 23 oktober 1967 Laila Andersson, Margot Rödin, Birgit Nordin, Tord Slättegård, Carl-Axel Hallgren, Arne Tyrén Scenografi Birger Bergling |
| 1967 | Å, vilken härlig fred | Hans Alfredson och Tage Danielsson                                                                | Hans Bergström                          | Premiär 29 oktober 1967 Eva Hermansson, Tord Peterson, Sven Andrén, Ulla Blomstrand, Gunnar Ekwall, Olof Lundström, Kerstin Widgren Scenografi Peter Berggren 2 föreställningar |
| 1967 | Bland stubbar och troll | Staffan Westerberg                                                                                | Staffan Westerberg                      | Premiär 5 november 1967 Hans Lindgren, Birgitta Götestam, Stig Ekstam, Annica Carlson, Bo Samuelson, Ulla Ström, Walter Norman, Lena Gester Scenografi Folke Brunell Gästspel av Stadsteatern Norrköping–Linköping 7 föreställningar |
| 1967 | Herr de Pourceaugnac Monsieur de Pourceaugnac | Molière                                                                                           | Staffan Westerberg                      | Premiär 5 november 1967 Scenografi Staffan Westerberg och Björn Melander 1 föreställning |
| 1967 | Zigensk teater |                                                                                                   | Sergius Kwieck                          | Premiär 14 november 1967 Gästspel av Tabor 5 föreställningar |
| 1967 | Jesse James – bara en musical |                                                                                                   |                                         | Premiär 25 november 1967 Olle Westholm, Per Westholm, Lena Persson, Per Lysander, Olle-Petter Melin Gästspel av Lunds Studentteater 2 föreställningar |
| 1967 | Löftet Moi ledny Marat | Aleksej Arbuzov                                                                                   | Hans Råstam                             | Premiär 27 november 1967 Scenografi Kaj Englund Gästspel av Borås stadsteater 1 föreställning |
| 1967 | Spelet om den heliga människan | Bengt V. Wall                                                                                     | Kay Pollak                              | Premiär 2 december 1967 Scenografi Ann-Maria Furi Gästspel av Umeå studentteater |
| 1967 | Stängda dörrar Huis clos | Jean-Paul Sartre                                                                                  | Bo Swedberg                             | Premiär 8 december 1967 Gästspel av Göteborgs teaterhögskola 1 föreställning |
| 1967 | Den hädangångna | René de Obaldia                                                                                   | Bo Swedberg                             | Premiär 8 december 1967 Gästspel av Göteborgs teaterhögskola 1 föreställning |
| 1967 | Gropen | Björn Runeborg                                                                                    | Bo Swedberg                             | Premiär 8 december 1967 Gästspel av Göteborgs teaterhögskola 1 föreställning |
| 1967 | Kvävet L'Asote | René de Obaldia                                                                                   |                                         | Premiär 8 december 1967 Gästspel av Göteborgs teaterhögskola 1 föreställning |
| 1967 | Brudköpet, akt 2 och 3 Prodaná nevĕsta | Bedřich Smetana och Karel Sabina                                                                  | Britt-Marie Schött                      | Premiär 9 december 1967 Gästspel av Göteborgs teaterhögskola 1 föreställning |
| 1967 | Otello, akt 2 | Giuseppe Verdi och Arrigo Boito                                                                   | Gösta Kjellertz                         | Premiär 9 december 1967 Gästspel av Göteborgs teaterhögskola 1 föreställning |
| 1967 | Brecht om Brecht |                                                                                                   | Måns Westfelt                           | Premiär 9 december 1967 Gästspel av Göteborgs teaterhögskola 1 föreställning |
| 1967 | Oliver!, delar av | Lionel Bart                                                                                       | Ragnar Sörman                           | Premiär 9 december 1967 Gästspel av Göteborgs teaterhögskola 1 föreställning |
| 1967 | My Fair Lady, delar av | Frederick Loewe och Alan Jay Lerner                                                               | Eugene Gabay                            | Premiär 9 december 1967 Gästspel av Göteborgs teaterhögskola 1 föreställning |
| 1967 | Idyll | Bengt Anderberg                                                                                   | Lars Engström                           | Premiär 11 december 1967 Gästspel av Statens scenskola i Malmö 2 föreställningar |
| 1967 | Romanser | Bengt Anderberg                                                                                   | Per Siwe                                | Premiär 11 december 1967 Gästspel av Statens scenskola i Malmö 2 föreställningar |
| 1967 | Skurken | Bengt Anderberg                                                                                   | Lars Seligman                           | Premiär 11 december 1967 Gästspel av Statens scenskola i Malmö 2 föreställningar |
| 1967 | Ta't lugnt morsan Calm Down Mother | Megan Terry                                                                                       | Jan Lewin                               | Premiär 11 december 1967 Gästspel av Statens scenskola i Malmö 2 föreställningar |
| 1967 | Falstaff och de muntra fruarna | Ingrid Tönsager                                                                                   | Ingrid Tönsager                         | Premiär 11 december 1967 Gästspel av Statens scenskola i Malmö 2 föreställningar |
| 1967 | En nyck Un caprice | Alfred de Musset                                                                                  | Olof Widgren                            | Premiär 18 december 1967 Gästspel av Statens scenskola i Stockholm 1 föreställning |
| 1967 | En dörr skall vara öppen eller Il faut qu'une porte soit ouverte                                                                                    | Alfred de Musset                                                                                  | Marianne Aminoff                        | Premiär 18 december 1967 Gästspel av Statens scenskola i Stockholm 1 föreställning |
| 1967 | Man kan inte tänka på allt | Alfred de Musset                                                                                  |                                         | Premiär 18 december 1967 Gästspel av Statens scenskola i Stockholm 1 föreställning |
| 1967 | På villande hav Na pelnym morzu | Sławomir Mrożek                                                                                   | Mimi Pollak                             | Premiär 19 december 1967 Gästspel av Statens scenskola i Stockholm 1 föreställning |
| 1967 | Ars longa vita brevis | John Arden                                                                                        | Sten Lonnert                            | Premiär 19 december 1967 Gästspel av Statens scenskola i Stockholm 1 föreställning |
| 1967 | Lugna ner dig morsan Calm Down Mother | Megan Terry                                                                                       | Sten Lonnert                            | Premiär 19 december 1967 Gästspel av Statens scenskola i Stockholm 1 föreställning |
| 1967 | Salad Days | Julian Slade                                                                                      | Ingrid Tönsager                         | Premiär 26 december 1967 Lena Dahlman, Björn Forsberg, Åke Jensen Scenografi Gunnar Lindblad 5 föreställningar |
| 1968 | Vad skall vi göra?, revy Hvad skal vi lave? | Klaus Rifbjerg och Jesper Jensen                                                                  | Maja Thulin                             | Premiär 5 januari 1968 Scenografi Per Leikvam Gästspel av Pionjärteatern 1 föreställning |
| 1968 | Flotten | Kent Andersson                                                                                    | Per Ragnar                              | Premiär 27 januari 1968 Scenografi Peter Berggren 2 föreställningar |
| 1968 | Lilla helgonet Mam'zelle Nitouche | Hervé, Henri Meilhac och Albert Millaud                                                           | Aloysius Valente                        | Premiär 29 januari 1968 Scenografi Torolf G. Engström 1 föreställning |
| 1968 | Spektakel | Staffan Westerberg                                                                                | Staffan Westerberg                      | Premiär 5 februari 1968 Scenografi Staffan Westerberg |
| 1968 | Päämajassa | Ilmari Turja                                                                                      | Matti Pihlaja                           | Premiär 9 februari 1968 Scenografi Juha Lukala Gästspel av Svenska Teatern, Finland |
| 1968 | Oktokk | Göte Wilks                                                                                        | Hans Abramson                           | Premiär 28 februari 1968 Scenografi Svenolov Ehrén Gästspel av Svensk dramatik 4 föreställningar |
| 1968 | Alla mot en | Martha Vestin och Tom Lagerborg                                                                   | Tom Lagerborg                           | Premiär 29 februari 1968 Scenografi Håkan Nylén |
| 1968 | Påsk | August Strindberg                                                                                 | Sandro Malmquist                        | Premiär 3 mars 1968 Scenografi Sandro Malmquist 2 föreställningar |
| 1968 | Lappo-operan | Arvo Salo                                                                                         | Kaisa Korhonen                          | Premiär 6 mars 1968 Scenografi Lasse Elo Gästspel av Svenska Teatern, Finland 2 föreställningar |
| 1968 | De fagra jungfrurnas berg |                                                                                                   |                                         | Premiär 9 mars 1968 Gästspel av Vår teater |
| 1968 | Kurragömma Black Comedy | Peter Shaffer                                                                                     | Martha Vestin                           | Premiär 11 mars 1968 Scenografi Håkan Nyhlén |
| 1968 | Den kaukasiska kritcirkeln Der kaukasische Kreidekreis                                                                                              | Bertolt Brecht                                                                                    | Håkan Ersgård                           | Premiär 12 mars 1968 Scenografi Gunnar Pavuls Gästspel av Helsingborgs stadsteater 2 föreställningar |
| 1968 | Räddad Saved | Edward Bond                                                                                       | Sten Lonnert                            | Premiär 17 mars 1968 Scenografi Folke Fasth Gästspel av Göteborgs stadsteater 2 föreställningar |
| 1968 | Teaterafton |                                                                                                   |                                         | Premiär 20 mars 1968 Gästspel av Föreningen Sverige-Grekland |
| 1968 | Enleveringen ur Seraljen Die Entführung aus dem Serail                                                                                              | Wolfgang Amadeus Mozart och Johann Gottlieb Stephanie                                             | Ann-Margret Pettersson                  | Premiär 24 mars 1968 Scenografi Birger Bergling Gästspel av Kungliga Operan |
| 1968 | Jag öser luft med en sil | Carl-Axel Dominique                                                                               | Carl-Axel Dominique Dan Lipschütz       | Premiär 25 mars 1968 Gästspel av Statens scenskola i Malmö 2 föreställningar |
| 1968 | Lamp ei tohe kustuda | Ilmar Külvet                                                                                      | Lenst Römmer                            | Premiär 30 mars 1968 Scenografi Roman Välä Gästspel av Estniska föreningen |
| 1968 | Frihetsleken Frigjøringsdag | Johan Borgen                                                                                      | Martha Vestin                           | Premiär 2 april 1968 Scenografi Per Leikvam |
| 1968 | Varför är det så ont om Q? | Hans Alfredson                                                                                    | Lars-Erik Liedholm                      | Premiär 5 april 1968 Carl-Gustaf Lindstedt, Pontus Gustafsson, Olle Söderbäck, Alf Östlund, Magnus Ryde, Jan Blomberg, Rolf Bengtsson, Lars Lind, Börje Ahlstedt, Marie Göranzon, Lena-Pia Bernhardsson Scenografi Agneta Pauli Gästspel av Dramaten 54 föreställningar |
| 1968 | Sonate for 4 operesangere | Mogens Winkel Holm                                                                                | Lizzie Rode                             | Premiär 7 april 1968 Gästspel av Det unge tonekonstnerselskab |
| 1968 | Dejligt vejr idag, n'est-ce pas? | Henning Christiansen                                                                              | Bjørn Nørgaard                          | Premiär 7 april 1968 Gästspel av Det unge tonekonstnerselskab |
| 1968 | Prima liv Chips With Everything | Arnold Wesker                                                                                     | Fred Hjelm                              | Premiär 8 april 1968 Scenografi Göran Wassberg 3 föreställningar |
| 1968 | Hemmet | Kent Andersson och Bengt Bratt                                                                    | Hans Bergström                          | Premiär 27 april 1968 Scenografi Göran Wassberg 2 föreställningar |
| 1968 | Balettafton |                                                                                                   |                                         | Premiär 9 maj 1968 Gästspel av Koreografiska institutet |
| 1968 | Teaterafton |                                                                                                   |                                         | Premiär 12 maj 1968 Gästspel av Estniska föreningen |
| 1968 | Lucretia The Rape of Lucretia | Benjamin Britten och Ronald Duncan                                                                | Bengt Peterson                          | Premiär 14 maj 1968 Gästspel av Musikdramatiska skolan |
| 1968 | Divertissement |                                                                                                   |                                         | Premiär 15 maj 1968 Gästspel av Akademiska kören |
| 1968 | Sverige-Sverige | Lars Forssell                                                                                     | Lennart Olsson                          | Premiär 19 maj 1968 Scenografi Stig Nelson 2 föreställningar |
| 1968 | Sverige, en revy | Claes von Rettig                                                                                  | Claes von Rettig                        | Premiär 25 maj 1968 Scenografi Tommy Glans Gästspel av Malmö stadsteater 3 föreställningar |
| 1968 | Vad händer på andra sidan | Mats Ödeen                                                                                        |                                         | Premiär 4 juni 1968 1 föreställning |
| 1968 | Sverige-Sverige | Lars Forssell                                                                                     |                                         | Premiär 5 juni 1968 Gästspel av Luleå ABF 1 föreställning |
| 1968 | Objektet | Barbro Malm                                                                                       |                                         | Premiär 5 juni 1968 Gästspel av Surahammar ABF 1 föreställning |
| 1968 | Björnen Медведь, Medved | Anton Tjechov                                                                                     |                                         | Premiär 5 juni 1968 Gästspel av Huddinge ABF 1 föreställning |
| 1968 | Vid nionde timmen | Ulla Rydell                                                                                       |                                         | Premiär 6 juni 1968 Gästspel av Stockholm ABF 1 föreställning |
| 1968 | Utflykt | Lars Helgesson                                                                                    |                                         | Premiär 6 juni 1968 Gästspel av Halmstad ABF 1 föreställning |
| 1968 | Krypande Arnold Crawling Arnold | Jules Feiffer                                                                                     |                                         | Premiär 6 juni 1968 Gästspel av Norrköping ABF 1 föreställning |
| 1968 | Tala med myror | Molly Jonsson-Forselius                                                                           |                                         | Premiär 6 juni 1968 Gästspel av Skövde ABF 1 föreställning |
| 1968 | Myrorna | Sture Andersson-Torsö                                                                             |                                         | Premiär 7 juni 1968 Gästspel av Norrköping ABF 1 föreställningar |
| 1968 | Charlie M Death | Lars Forssell                                                                                     |                                         | Premiär 7 juni 1968 Gästspel av Kristinehamn ABF 1 föreställning |
| 1968 | Marcolfa eller Markisens malicer La marcolfa | Dario Fo                                                                                          |                                         | Premiär 7 juni 1968 Gästspel av Luleå ABF 1 föreställning |
| 1968 | Tala med myror | Molly Jonsson-Forselius                                                                           |                                         | Premiär 8 juni 1968 Gästspel av Bollnäs ABF 1 föreställning |
| 1968 | Cirkeln | Carl Magnus von Seth                                                                              |                                         | Premiär 9 juni 1968 Gästspel av Malmö ABF 1 föreställning |
| 1968 | Alice i Underlandet | Staffan Roos                                                                                      | Staffan Roos                            | Premiär 12 oktober 1968 Scenografi Svenolov Ehrén Gästspel av Dramaten |
| 1968 | En midsommarnattsdröm A Midsummer Night's Dream | William Shakespeare                                                                               | Hans Bergström                          | Premiär 21 oktober 1968 Scenografi Ingvar Danielsson 3 föreställningar |
| 1968 | Figaros bröllop Le nozze di Figaro | Wolfgang Amadeus Mozart och Lorenzo da Ponte                                                      | Ann-Margret Pettersson                  | Premiär 26 oktober 1968 Scenografi Birger Bergling 2 föreställningar |
| 1968 | Rosmersholm | Henrik Ibsen                                                                                      | Tormod Skagestad                        | Premiär 28 oktober 1968 Scenografi Arne Walentin Gästspel av Det norske teatret, Oslo 2 föreställningar |
| 1968 | Ut med språket Vyrozumění | Václav Havel                                                                                      | Bo Forsberg                             | Premiär 30 oktober 1968 Scenografi Per Leikvam 2 föreställningar |
| 1968 | The Taming of the Shrew | William Shakespeare                                                                               | Thane Bettany                           | Premiär 2 november 1968 Gästspel av The Scandinavian Theatre Company |
| 1968 | Balettafton |                                                                                                   |                                         | Premiär 5 november 1968 Gästspel av Susana Audeond och José Udeata 2 föreställningar |
| 1968 | Annie Get Your Gun | Irving Berlin, Dorothy Fields och Herbert Fields                                                  | Bengt Blomgren                          | Premiär 7 november 1968 Scenografi Tyr Martin 4 föreställningar |
| 1968 | Måsen Чайка, Chaika | Anton Tjechov                                                                                     | Bertil Lundén                           | Premiär 12 november 1968 Scenografi Ulla Zimmerman 2 föreställningar |
| 1968 | Marilyn, studentspex |                                                                                                   | Mikael Sandberg                         | Premiär 14 november 1968 Gästspel av Kungliga Tekniska högskolan 4 föreställningar |
| 1968 | Tom Paine | Paul Foster                                                                                       | Fred Hjelm                              | Premiär 14 november 1968 Scenografi Göran Wassberg 4 föreställningar |
| 1968 | Enleveringen ur Seraljen Die Entführung aus dem Serail                                                                                              | Wolfgang Amadeus Mozart och Johann Gottlieb Stephanie                                             | Bengt Peterson                          | Premiär 21 november 1968 Gästspel av Kungliga Operan 3 föreställningar |
| 1968 | Som ni behagar As You Like It | William Shakespeare                                                                               | Martha Vestin                           | Premiär 25 november 1968 Scenografi Per Leikvam 3 föreställningar |
| 1968 | Din stund på jorden | Vilhelm Moberg                                                                                    | Hans Abramson                           | Premiär 1 december 1968 Scenografi Svenolov Ehrén 1 föreställning |
| 1968 | Balettafton | Ivo Cramér                                                                                        |                                         | Premiär 2 december 1968 1 föreställning |
| 1968 | En sällsam historia The Turn of the Screw | Benjamin Britten                                                                                  | Göran Gentele                           | Premiär 7 december 1968 Scenografi Birger Bergling Gästspel av Kungliga Operan 2 föreställningar |
| 1968 | Greppet The Knack | Ann Jellicoe                                                                                      | Jan Lewin                               | Premiär 12 december 1968 Gästspel av Statens scenskola i Malmö 1 föreställning |
| 1968 | Vem var Hilay Maconochie Who was Hilary Maconochie?                                                                                                 | James Saunders                                                                                    | Ulla Rodhe                              | Premiär 12 december 1968 Scenografi Gunnar Friberg Gästspel av Statens scenskola i Malmö 1 föreställning |
| 1968 | Buff, buff | Andris Blekte                                                                                     |                                         | Premiär 12 december 1968 Gästspel av Statens scenskola i Malmö 1 föreställning |
| 1968 | La Bohème | Giacomo Puccini, Giuseppe Giacosa och Luigi Illica                                                | Ingrid Tönsager                         | Premiär 13 december 1968 Scenografi Gunnar Friberg Gästspel av Statens scenskola i Malmö 1 föreställning |
| 1968 | Telefonen The Telephone or L'Amour à Trois | Gian Carlo Menotti                                                                                | Bengt Peterson                          | Premiär 13 december 1968 Gästspel av Statens scenskola i Malmö 1 föreställning |
| 1968 | Abstrakt opera (delar) Abstrakte Oper Nr. 1 | Boris Blacher och Werner Egk                                                                      | Etienne Glaser                          | Premiär 13 december 1968 Gästspel av Statens scenskola i Malmö 1 föreställning |
| 1969 | Bakåt soldat | Frej Lindqvist och Bengt Jelvefors                                                                | Hans Bergström                          | Premiär 7 januari 1969 Frej Lindqvist, Sven Andrén, Percy Brandt, Hans Bredefeldt, Christina Carlwind, Lars Elwin, Olof Lundström, Arne Mårtensson, Lasse Pettersson Koreografi Thor Zackrisson, Scenografi Ingvar Danielsson |
| 1969 | Voorasema |                                                                                                   | Signe Pinna                             | Premiär 18 januari 1969 Scenografi Nils Moritz Gästspel av Pinna studio |
| 1969 | Finskt gästspel |                                                                                                   |                                         | Premiär 3 februari 1969 Gästspel av Tor |
| 1969 | Jaktscener Jagdszenen aus Niederbayern | Martin Sperr                                                                                      | Ulf Fredriksson                         | Premiär 17 februari 1969 Ingrid Borthen, Carl-Erik Boström, Rut Cronström, Karin Ekström, Per-Olof Ekvall, Sten Hedlund, Ella Henrikson, Klas Jahnberg, Jan Koldenius, Sune Linné, Marianne Nielsen, Eva Persson, Gunnar Uddén Scenografi Staffan Sörhammar |
| 1969 | Enleveringen ur Seraljen Die Entführung aus dem Serail                                                                                              | Wolfgang Amadeus Mozart och Johann Gottlieb Stephanie                                             | Ann-Margret Pettersson                  | Premiär 19 februari 1969 Laila Andersson, Caj Ehrstedt, Tord Slättegård, Gunilla Slättegård, John-Eric Jacobsson, Sven Erik Vikström, Bengt Rundgren, Gunnar Lundberg, Carl-Axel Hallgren Scenografi Birger Bergling |
| 1969 | Lång dags färd mot natt Long Day's Journey Into Night                                                                                               | Eugene O'Neill Översättning Sven Barthel                                                          | Sandro Malmquist                        | Premiär 24 februari 1969 Lauritz Falk, Fylgia Zadig, Curt Masreliez, Lennart Tollén, Rose-Marie Nordenbring Scenografi Sandro Malmquist |
| 1969 | Kattresan | Ivo Cramér                                                                                        |                                         | Premiär 8 mars 1969 Scenografi Björn Lauritsen Gästspel av Kungliga Operan |
| 1969 | Steg-visa | Yvonne Brosset                                                                                    |                                         | Premiär 8 mars 1969 Gästspel av Kungliga Operan |
| 1969 | Sandlådan | Kent Andersson                                                                                    | Fred Hjelm                              | Premiär 11 mars 1969 Lars Andersson, Leif Ahrle, Christer Banck, Ulla Blomstrand, Christina Carlwind, Anita Dahl, Inga-Märta Fröman, Kjell-Hugo Grandin, Fred Gunnarsson, Sten Hedman, Gunilla Ohlsson, Gunvor Pontén Scenografi Göran Wassberg 3 föreställningar |
| 1969 | Lärda fruntimmer Des femmes savantes | Molière                                                                                           | Jan Lewin                               | Premiär 15 mars 1969 Gästspel av Statens scenskola i Malmö |
| 1969 | Misantropen Le misanthrope | Molière                                                                                           | Tom Lagerborg                           | Premiär 24 mars 1969 Guy de la Berg, Christina Frambäck, Pär Ericson, Karl Erik Flens, Rolf Gyllenhammar, Lars-Gunnar Holmström, Lars Lindström, Åsa Olson, Monica Stenbeck Scenografi Martha Vestin, Kostym Annika Stigsdotter |
| 1969 | Zigenare | Ensemblen                                                                                         | Ensemblen                               | Premiär 28 mars 1969 Lena Nyman, Ingrid Boström, Gudrun Berg, Stefan Böhm, Rolf Skoglund, Gunilla Olsson, Christer Enderlein Gästspel av Dramaten |
| 1969 | Figaros bröllop Le nozze di Figaro | Wolfgang Amadeus Mozart och Lorenzo da Ponte                                                      |                                         | Premiär 6 april 1969 Gästspel av Lunds lyriska ensemble |
| 1969 | Barberaren i Sevilla Il barbiere di Siviglia | Gioacchino Rossini och Cesare Sterbini                                                            | Etienne Glaser                          | Premiär 9 april 1969 Scenografi Bengt Serenander Gästspel av Stora Teatern, Göteborg |
| 1969 | Löftet Мой бедный Марат, Moi bedny Marat | Aleksej Arbuzov                                                                                   | Bengt Blomgren                          | Premiär 14 april 1969 Ella Henrikson, Christer Rahm, Ulf Tistam Scenografi Gunnar Lindblad |
| 1969 | Entr'acte | Ole Buck                                                                                          |                                         | Premiär 21 april 1969 Gästspel av Det unge tonekunstnerselskab |
| 1969 | Bucklan Bulen | Svend Nielsen                                                                                     |                                         | Premiär 21 april 1969 Gästspel av Det unge tonekunstnerselskab |
| 1969 | Scratch | Jens Vilhelm Pedersen                                                                             |                                         | Premiär 21 april 1969 Gästspel av Det unge tonekunstnerselskab |
| 1969 | Fällan Piège pour un homme seul | Robert Thomas                                                                                     | Bengt Blomgren                          | Premiär 28 april 1969 Lennart Gregor, Gunilla Dahlman, Gösta Bråhner, Monica Forsgårdh, Sten Gester, Karl-Erik Forsgårdh Scenografi Gunnar Lindblad 2 föreställningar |
| 1969 | Balettafton | Ivo Cramér och Tyyne Talvo Cramér                                                                 |                                         | Premiär 12 maj 1969 Gästspel av Cramérbaletten |
| 1969 | Balettafton |                                                                                                   |                                         | Premiär 15 maj 1969 Gästspel av Balettakademien |
| 1969 | Prima liv Chips With Everything | Arnold Wesker                                                                                     | Fred Hjelm                              | Premiär 5 oktober 1969 Per Ragnar, Fred Gunnarsson, Göran Adolfsson, Christer Banck, Kent-Arne Dahlgren, Stig Engström, Kjell-Hugo Grandin, Sten Hedman, Åke Hellberg, Klas Jahnberg, Göran Kärrberg, Gunnar Nielsen, Jan Nygren, Lasse Pettersson, Christer Rahm Scenografi Göran Wassberg 5 föreställningar |
| 1969 | Sandlådan | Kent Andersson                                                                                    | Fred Hjelm                              | Premiär 7 oktober 1969 Scenografi Göran Wassberg 5 föreställningar |
| 1969 | Unustatud laul |                                                                                                   |                                         | Premiär 18 oktober 1969 Gästspel av Estniska föreningen 2 föreställningar |
| 1969 | Halva kungariket | Allan Edwall                                                                                      | Lars Gerhard Norberg                    | Premiär 20 oktober 1969 Scenografi Tyr Martin Gästspel av Norrköping-Linköping stadsteater 2 föreställningar |
| 1969 | Kalkonen Indyk | Sławomir Mrożek                                                                                   | Lars Engström                           | Premiär 26 oktober 1969 Karin Ekström, Jan Koldenius, Lars Andersson, Thomas Hellberg, Jan von Zweigbergk, Gus Dahlström, Rut Cronström, Knut Larsson Scenografi Ingvar Danielsson |
| 1969 | Backanterna Βάκχαι, Bakchai | Euripides                                                                                         |                                         | Premiär 1 november 1969 Scenografi Bruno Knutman Gästspel av Proteus, Lund |
| 1969 | Georges Dandin | Molière                                                                                           |                                         | Premiär 1 november 1969 Gästspel av Proteus, Lund |
| 1969 | Dansafton |                                                                                                   |                                         | Premiär 11 november 1969 Gästspel av Föreningen Sverige-Sovjet |
| 1969 | Franska revolutionen, studentspex |                                                                                                   |                                         | Premiär 12 november 1969 Gästspel av Kungliga Tekniska högskolan |
| 1969 | Balettafton |                                                                                                   |                                         | Premiär 24 november 1969 |
| 1969 | Ett dockhem Et dukkehjem | Henrik Ibsen                                                                                      | Tom Lagerborg                           | Premiär 28 november 1969 Rut Cartéus, Christina Frambäck, Birgitta Götestam, Lars Korposoff, Ulf Tistam, Gunnar Uddén Scenografi Susanne Bergström 2 föreställningar |
| 1969 | Flickan i kulturhuset | Mats Ödeen                                                                                        | Tom Lagerborg                           | Premiär 30 november 1969 Ingrid Borthen, Ruth Cartéus, Christina Frambäck, Tommy Johnson, Ulf Tistam, Per Zachrisson Scenografi Gunnar Lindblad 2 föreställningar |
| 1969 | Sjätte kapitlet ur Nalle Puh | Urban Lindh                                                                                       | Ingrid Tönsager                         | Premiär 8 december 1969 Scenografi Gunnar Frieberg Gästspel av Statens scenskola i Malmö |
| 1969 | Anaximanders hädanfärd Anaximanders Ende | Werner Thärichen och Wolfdietrich Schnurre                                                        | Per Siwe                                | Premiär 8 december 1969 Gästspel av Statens scenskola i Malmö |
| 1969 | Stoppa världen - jag vill stiga av Stop the World, I Want To Get Off                                                                                | Leslie Bricusse och Anthony Newley                                                                | Ingrid Tönsager                         | Premiär 8 december 1969 Scenografi Ingrid Tönsager och Gunnar Frieberg Gästspel av Statens scenskola i Malmö |
| 1969 | Lilla Mahagonny Mahagonny | Bertolt Brecht                                                                                    | Ingrid Tönsager                         | Premiär 8 december 1969 Scenografi Gunnar Frieberg Gästspel av Statens scenskola i Malmö |
| 1969 | Tunnelbana Dutchman | LeRoi Jones                                                                                       | Karl Rune Johansson                     | Premiär 9 december 1969 Scenografi Vladimír Půhoný Gästspel av Statens scenskola i Malmö |
| 1969 | En olycklig tillfällighet A Slight Accident | James Saunders                                                                                    | Ulla Rodhe                              | Premiär 9 december 1969 Scenografi Gunnar Frieberg Gästspel av Statens scenskola i Malmö |
| 1969 | Den flintskalliga primadonnan La cantatrice chauve                                                                                                  | Eugène Ionesco                                                                                    | Jan Lewin                               | Premiär 9 december 1969 Gästspel av Statens scenskola i Malmö |
| 1969 | Dödsdansen | August Strindberg                                                                                 | Sandro Malmquist                        | Premiär 13 december 1969 Curt Masreliez, Fylgia Zadig, Lennart Tollén Scenografi Sandro Malmquist 2 föreställningar |
| 1969 | Play Strindberg | Friedrich Dürrenmatt                                                                              | Bo Forsberg                             | Premiär 14 december 1969 Frej Lindqvist, Kerstin Widgren, Olof Lundström Scenografi Sören Brunes 2 föreställningar |
| 1969 | Björnen Медведь, Medved | Anton Tjechov                                                                                     | Stefan Böhm                             | Premiär 19 december 1969 Scenografi Sahn Gnista och Eva Norén Gästspel av Statens scenskola i Stockholm |
| 1969 | Cayennepeppar Poivre de Cayenne | René de Obaldia                                                                                   | Börje Remberger                         | Premiär 19 december 1969 Scenografi Ove Lindström Gästspel av Statens scenskola i Stockholm |
| 1969 | Troll i kulisserna | Tove Jansson                                                                                      | Börje Remberger                         | Premiär 19 december 1969 Scenografi Ove Lindström Gästspel av Statens scenskola i Stockholm |
| 1969 | Sjung Milan |                                                                                                   | Carl Otto Evers                         | Premiär 20 december 1969 Gästspel av Statens scenskola i Stockholm |
| 1969 | Astrov – Den hädangångne Le Défunt | René de Obaldia                                                                                   | Christer Enderlein                      | Premiär 20 december 1969 Scenografi Madeleine Sandell Gästspel av Statens scenskola i Stockholm |
| 1969 | Bröllopet Die Hochzeit | Bertolt Brecht                                                                                    | Lars Göran Carlson                      | Premiär 20 december 1969 Scenografi Sören Brunes Gästspel av Statens scenskola i Stockholm |
| 1970 | Skjut dej, Senja! Самоубийца, Samoubijca | Nikolaj Erdman Översättning Tord Bæckström och Erik Mesterton                                     | Josef Halfen                            | Premiär 16 februari 1970 Margareta Bergfeldt, Halvar Björk, Tomas von Brömssen, Sölve Dogertz, Kent Ekholm, Mikael Frohm, Eva Gülich, Josef Halfen, Lars Humble, Helen Jonson, Kristina Kamnert, Hanna Landing, Lili Landre, Olof Lindfors, Annika Lundgren, Toni Rhodin, Magnus Schenström, Ove Stefansson, Claire Wikholm Scenografi Stig Nelson Gästspel av Malmö stadsteater |
| 1970 | Balettafton | Ivo Cramér                                                                                        |                                         | Premiär 20 februari 1970 |
| 1970 | Stjäl en smula mindre Settimo: ruba un po' meno | Dario Fo                                                                                          | Bertil Lundén                           | Premiär 23 februari 1970 Ulla Sjöblom, Lisa Bergström, Viveca Dahlén, Stig Ekstam, Per-Olof Ekvall, Roland Hedlund, Simo Jää-Aro, Elisabeth Leijonmarck, Kjell Lennartsson, Bertil Lundén, Åke Lundqvist, Carl-Ivar Nilsson, Kerstin Rabe Scenografi Marianne Carlberg och Jindrich Dusek 4 föreställningar |
| 1970 | Trollflöjtisten Le fifre enchanté, ou Le soldat magicien                                                                                            | Jacques Offenbach, Charles-Louis-Étienne Nuitter och Étienne Tréfeu                               | Etienne Glaser                          | Premiär 2 mars 1970 Allan Ericson, Inger Lindholm, Helena Jungwirth-Ahnsjö, Gösta Winbergh, Karl-Robert Lindgren, Boris Borotinskij Scenografi Elisabeth Beijer och Hélène Vejrich Gästspel av Statens musikdramatiska skola |
| 1970 | Orfeus och Eurydike Orfeo ed Euridice | Christoph Willibald Gluck                                                                         | Etienne Glaser                          | Premiär 2 mars 1970 Ann-Britt Engström, Monica Sjöholm, Ranveig Eckhoff, Per-Olof Wenngren, Jadwiga Koba Gästspel av Statens musikdramatiska skola |
| 1970 | Småborgerligt bröllop Die Kleinbürgerhochzeit | Bertolt Brecht                                                                                    | Ingrid Tönsager                         | Premiär 12 mars 1970 Scenografi Sören Brunes Gästspel av Statens scenskola i Malmö |
| 1970 | Ja- och nejsägaren Der Jasager; Der Neinsager | Bertolt Brecht                                                                                    | Karl Rune Johansson                     | Premiär 12 mars 1970 Gästspel av Statens scenskola i Malmö |
| 1970 | Bönder, vargar och andra rävar | Urban Lindh                                                                                       | Per Siwe                                | Premiär 12 mars 1970 Gästspel av Statens scenskola i Malmö |
| 1970 | Rosenkrantz och Gyldenstern Rosencrantz and Guildenstern Are Dead                                                                                   | Tom Stoppard                                                                                      | Kåre Santesson                          | Premiär 18 mars 1970 Jan Koldenius, Thomas Hellberg, Göran Adolfsson, Gösta Bråhner, Michael Cronström, Rut Cronström, Christer Dahlberg, Gus Dahlström, Karin Ekström, Rune Graffo, Viveka Stigzelius, Jan von Zweigbergk Pantomim Lars Kühler, Scenografi och kostym Ingvar Danielsson 2 föreställningar |
| 1970 | Teaterafton |                                                                                                   |                                         | Premiär 21 mars 1970 Gästspel av Estniska föreningen |
| 1970 | Ordning härskar i Berlin, cabaret | Agneta Pleijel och Ronny Ambjörnsson                                                              | Fred Hjelm                              | Premiär 24 mars 1970 Inger Liljefors, Christer Banck, Leif Ericsson (skådespelare)Leif Ericsson, Kim Anderzon, Lars Andersson, Lena Bergqvist, Olle Björling, Hans Bredefeldt, Stig Engström, Kjell-Hugo Grandin, Fred Gunnarsson, Sten Hedman, Klas Jahnberg, Sonja Lund, Marianne Mohaupt Koreografi Mats Ek, Scenografi Göran Wassberg, Kostym Annika Stigsdotter 3 föreställningar |
| 1970 | Guld | Allan Rune Pettersson och Lennart Hellsing                                                        | Lars Göran Carlson                      | Premiär 2 april 1970 Scenografi Sören Brunes Carl Billquist, Mona Malm, Lis Nilheim, Christian Berling, Åke Lagergren Gästspel av Dramaten 20 föreställningar |
| 1970 | Pantomimafton |                                                                                                   |                                         | Premiär 4 april 1970 Gästspel av Ladislaus Filka 3 föreställningar |
| 1970 | Elu ja armastus | Anton Hansen Tammsaare och Andres Särevi                                                          |                                         | Premiär 18 april 1970 |
| 1970 | En flicka på gaffeln There's A Girl In My Soup | Terence Frisby                                                                                    | Bengt Blomgren                          | Premiär 24 april 1970 Lena Dahlman, Lennart Gregor, Berit Carlberg, Göthe Maxe, Agneta Ehrensvärd, Werner Nordberg, Per Nederdahl Scenografi Gunnar Lindblad 4 föreställningar |
| 1970 | Resa med en annan | Lars-Levi Læstadius                                                                               | Allan Edwall                            | Premiär 30 april 1970 Scenografi Sören Brunes Gunilla Olsson, Christina Lundquist, Ellika Mann, Ingrid Boström, Olof Willgren Gästspel av Dramaten 9 föreställningar |
| 1970 | Marcolfa La marcolfa | Dario Fo                                                                                          | Lars Hofgård                            | Premiär 2 maj 1970 Birgitta Hålenius, Hans-Eric Stenborg, Mats Dahlbäck, Carl-Axel Elfving, Birgitta Molin, Kristina Lundgren Scenografi Jan Lundquist Gästspel av Ungdomsgårdsteatern |
| 1970 | Kuopion takana Bakom Kuopio | Gustaf von Numers                                                                                 | Erkki Poikonen                          | Premiär 6 maj 1970 Scenografi Väinö Paavolainen Gästspel av Finska föreningen, Gamlakarleby |
| 1970 | Kronbruden, akt 1 och 3 | Ture Rangström                                                                                    | Gunnel Lindblom                         | Premiär 25 maj 1970 Gästspel av Statens musikdramatiska skola |
| 1970 | Eugene Onegin, akt 3 | Pjotr Tjajkovskij och Konstantin Sjilovskij                                                       | Ingvar Kjellson                         | Premiär 25 maj 1970 Gästspel av Statens musikdramatiska skola |
| 1970 | Balettafton |                                                                                                   |                                         | Premiär 29 maj 1970 Gästspel av Balettakademien 2 föreställningar |
| 1970 | Sandlådan | Kent Andersson                                                                                    | Fred Hjelm                              | Premiär 1 augusti 1970 Christer Banck, Inga-Märta Fröman, Kjell-Hugo Grandin, Fred Gunnarsson, Sten Hedman, Gunilla Ohlsson, Gunvor Pontén, Lena Bergqvist, Stig Engström, Klas Jahnberg, Inger Liljefors, Åsa Olsson Scenografi Göran Wassberg 15 föreställningar |
| 1970 | Dansafton |                                                                                                   |                                         | Premiär 29 augusti 1970 Gästspel av Estniska föreningen |
| 1970 | Resa med en annan | Lars-Levi Læstadius                                                                               | Allan Edwall                            | Premiär 2 september 1970 Scenografi Sören Brunes Gunilla Olsson, Christina Lundquist, Marie Göranzon, Ellika Mann, Ingrid Boström, Olof Willgren, Anita Pein Gästspel av Dramaten 44 föreställningar |
| 1970 | Blågul atom | Gunnar Ohrlander                                                                                  |                                         | Premiär 23 september 1970 12 föreställningar |
| 1970 | Don Pasquale | Gaetano Donizetti och Giovanni Ruffini                                                            | Bengt Peterson                          | Premiär 9 oktober 1970 Scenografi Marik Vos Gästspel av Kungliga Operan 25 föreställningar |
| 1970 | Fågeln | Sven-Erik Bäck                                                                                    | Mats Ek                                 | Premiär 13 oktober 1970 Scenografi Pi Lind Gästspel av Kungliga Operan 12 föreställningar |
| 1970 | Bättre en tjuv i huset än en fnurra på tråden Non tutti i ladri vengono per nuocere En målare kommer sällan ensam Gli imbianchini non hanno ricordi | Dario Fo                                                                                          | Armand Miehe                            | Premiär 16 oktober 1970 Ulla-Bella Gabrielsson, Palle Granditsky, Armand Miehe, Sven Holmberg Scenografi Lars-Erik Lindén Gästspel av Uppsala stadsteater 2 föreställningar |
| 1970 | En folkfiende En folkefiende | Henrik Ibsen                                                                                      | Tom Lagerborg                           | Premiär 19 oktober 1970 Christina Frambäck, Karl Kinch, Lars Korposoff, Segol Mann, Kenneth Malmström, Göthe Maxe, Åsa Olsson, Ulf Tistam, Gunnar Uddén Scenografi Susanna Bergström 5 föreställningar |
| 1970 | The Hollow Crown |                                                                                                   | John Barton                             | Premiär 25 oktober 1970 Estelle Kohler, Alan Howard, David Waller, Martin Best Gästspel av The Royal Shakespeare Company 1 föreställning |
| 1970 | Molonne | Eberhard Eyser och Axel Strindberg                                                                |                                         | Premiär 27 oktober 1970 Ulla Severin, Jadwiga Koba, Karl-Robert Lindgren, Dieter Schlee Dirigent Arnold Östman Gästspel av Statens musikdramatiska skola |
| 1970 | Teaterafton |                                                                                                   |                                         | Premiär 7 november 1970 Gästspel av Estniska teatern |
| 1970 | Hur herr Mockinpott befriades från lidandet Wie dem Herrn Mockinpott das Leiden ausgetrieben wird                                                   | Peter Weiss                                                                                       | Fred Hjelm                              | Premiär 9 november 1970 Kjell-Hugo Grandin, Christer Banck, Fylgia Zadig, Fred Gunnarsson, Sten Hedman, Lars Green, Åke Hellberg, Rolf Larsson, Anita Ekström, Gunilla Ohlsson-Larsson Scenografi Göran Wassberg 16 föreställningar |
| 1970 | Celebration | Harvey Schmidt och Tom Jones                                                                      | Roger Sullivan                          | Premiär 4 december 1970 Tommy Jacobsson, Claus Nørby, Suzanne Brenning, Rune Olson Koreografi Gene Nettles, Kapellmästare Ola Nilsson, Scenografi Paul-René Péronard Gästspel av Stora Teatern, Göteborg 3 föreställningar |
| 1970 | Den tappre soldaten Svejk | Karl Larsen                                                                                       | Bengt Blomgren                          | Premiär 7 december 1970 Bertil Norström, Gunnar Nielsen, Marianne Nielsen, Raymond Nederström, Lotta Blomberg, Martin Hagström, Lennart Tollén, Sture Ström, Karin Ekström, Gregor Dahlman Scenografi Gunnar Lindblad 2 föreställningar |
| 1970 | Orfeus och Eurydike Orfeo ed Euridice | Christoph Willibald Gluck                                                                         | Lars Engström                           | Premiär 11 december 1970 Gästspel av Statens scenskola i Malmö 2 föreställningar |
| 1970 | Den hädangångna | René de Obaldia                                                                                   | Jan Lewin                               | Premiär 11 december 1970 Mona Rutgersson Gästspel av Statens scenskola i Malmö 2 föreställningar |
| 1970 | Åkej | Carl-Axel Dominique                                                                               | Carl-Axel Dominique och Ingrid Tönsager | Premiär 11 december 1970 Marie-Louise Hasselgren, Solgärd Kjellgren, Mona Rutgersson Gästspel av Statens scenskola i Malmö 2 föreställningar |
| 1970 | Kapten Puff eller Storprataren | Olof Kexél                                                                                        | Andris Blekte                           | Premiär 11 december 1970 Gästspel av Statens scenskola i Malmö 4 föreställningar |
| 1970 | Sommar – Fem dagar och fem nätter | Romain Weingarten                                                                                 | Ulla Rodhe                              | Premiär 14 december 1970 Gästspel av Statens scenskola i Malmö 2 föreställningar |
| 1970 | Tre stunder | Sandro Key-Åberg                                                                                  | Karl Rune Johansson                     | Premiär 14 december 1970 Gästspel av Statens scenskola i Malmö 2 föreställningar |
| 1970 | Möten | Werner Wolf Glaser                                                                                | Etienne Glaser                          | Premiär 16 december 1970 Gösta Winbergh, Gunnel Bäckdahl, Boris Borotinskij, Helena Jungwirth-Ahnsjö, Jadwiga Goba, Birgitta Stavenow, Ranveig Eckhoff, Monica Sjöholm Dirigent Arnold Östman, Scenografi Anders Junestrand och L. Karlsson Gästspel av Statens musikdramatiska skola 2 föreställningar |
| 1970 | Trettondagsafton | William Shakespeare                                                                               | Ernst Günther                           | Premiär 28 december 1970 Ulla Blomstrand, Kerstin Widgren, Lena Lindgren, Lasse Pettersson, Per Olof Eriksson, Lars Elwin, Rolf Nordström, Percy Brandt, Leif Ericsson, Elisabeth Berglund, Inger Elgh, Eva Gröndahl, Birgit Lundström Scenografi och kostym Marianne Carlberg 4 föreställningar |
| 1971 | Diskrummet | Lennart F Johansson                                                                               | Rolf Larsson                            | Premiär 14 januari 1971 Christer Banck, Anita Ekström, Kjell-Hugo Grandin, Lars Green, Fred Gunnarsson, Sten Hedman, Åke Hellberg, Gunilla Ohlsson-Larsson, Chris Wahlström, Fylgia Zadig Scenografi Göran Wassberg |
| 1971 | Strejken på Volvo | Gunnar Ohrlander och Helena Henschen                                                              |                                         | Premiär 25 januari 1971 Gudrun Berg, Stefan Böhm, Stig Engström, Anders Forsslund, Gunnar Idering, Inger Liljefors, Stefan Ringbom, Per Sandborgh Scenografi Helena Henschen |
| 1971 | En afton med Per Aabel | Per Aabel                                                                                         |                                         | Premiär 4 februari 1971 2 föreställningar |
| 1971 | Fågeln | Sven-Erik Bäck                                                                                    | Mats Ek                                 | Premiär 10 februari 1970 Scenografi Pi Lind Olle Sivall, Judith Garellick, Paul Höglund Gästspel av Kungliga Operan 5 föreställningar |
| 1971 | En liten hustyrann La serva padrona | Giovanni Battista Pergolesi och Gennaro Antonio Federico                                          | Ann-Margret Pettersson                  | Premiär 10 februari 1971 Gunilla Slättegård, Carl-Axel Hallgren, Willy Sandberg Gästspel av Kungliga Operan Scenografi Sandro Malmquist 5 föreställningar |
| 1971 | Skandalen | Lars Björkman                                                                                     | Kåre Santesson                          | Premiär 1 mars 1971 Christina Frambäck, Lars Korposoff, Tom Lagerborg, Kent Malmström, Göthe Maxe, Åsa Olsson, Curt Skanebo, Gunnar Uddén Scenografi Ingemar Nygren |
| 1971 | Hair | Galt MacDermot, James Rado och Gerome Ragni                                                       |                                         | Premiär 12 mars 1971 Gästspel av Tampereen Popteatteri |
| 1971 | Blås så lever vi | Inge Wærn                                                                                         | Inge Wærn                               | Premiär 14 mars 1971 Tom Hansson, Eva Kristin Tangen, Anders Andersson, Sandra Malmquist Gästspel av Teaterstudion 3 föreställningar |
| 1971 | Fågeln | Sven-Erik Bäck                                                                                    | Mats Ek                                 | Premiär 18 mars 1970 Scenografi Pi Lind Olle Sivall, Judith Garellick, Paul Höglund Gästspel av Kungliga Operan 2 föreställningar |
| 1971 | Milda makter Three's company | Antony Hopkins                                                                                    | Bengt Peterson                          | Premiär 18 mars 1971 Busk Margit Jonsson, Paul Höglund, Sven Erik Vikström Scenografi Yngve Gamlin Gästspel av Kungliga Operan 2 föreställningar |
| 1971 | Elu ja armastus | Anton Hansen Tammsaare och Andres Särevi                                                          | Lensi Römmer                            | Premiär 28 mars 1971 Scenografi Toomas Vaks Gästspel av Estniska teatern |
| 1971 | Jerico Jerico-Jim Crow | Langston Hughes                                                                                   | Jay Riley                               | Premiär 9 april 1971 Gästspel av American Festival Theater |
| 1971 | Flytt' lasset | Elin Herrgård                                                                                     | Helge Lassenius                         | Premiär 13 april 1971 Scenografi Per Erik Fagerholm Gästspel av Wasa Teater |
| 1971 | Knappen | Ladislav Fialka                                                                                   | Ladislav Fialka                         | Premiär 16 april 1971 Gästspel av Ladislav Fialka, Prag |
| 1971 | Balettafton | Ivo Cramér                                                                                        |                                         | Premiär 9 maj 1971 Gästspel av Balettakademien |
| 1971 | Tjena Gary | Allan Edwall                                                                                      | Hans Bergström                          | Premiär 10 maj 1971 Rolf Nordström, Kerstin Widgren, Tord Peterson, Percy Brandt, Else Marie Brandt, Britt-Louise Tillbom, Leif Ericsson, Marianne Gustafsson Scenografi Ingvar Danielsson 4 föreställningar |
| 1971 | Balettafton |                                                                                                   |                                         | Premiär 27 maj 1971 Gästspel av Balettakademien 2 föreställningar |
| 1971 | Sandlådan The Sandbox | Edward Albee                                                                                      | Ulf Björlin                             | Premiär 2 juni 1971 Gästspel av Statens musikdramatiska skola |
| 1971 | Den starkare The Stronger | Hugo Weisgall och Richard Henry Hart                                                              | Ulf Björlin                             | Premiär 2 juni 1971 Gästspel av Statens musikdramatiska skola |
| 1971 | Molonne | Eberhard Eyser och Axel Strindberg                                                                |                                         | Premiär 9 juni 1971 Gästspel av Statens musikdramatiska skola |
| 1971 | Vårat Stockholm, revy | Erik Bergh och Erik Westling                                                                      |                                         | Premiär 17 juni 1971 Pia Hörngren, Dorotea Persson, Erik Bergh, Karl-Robert Lindgren, Gunnar Nilsson, Einar Bergh Gästspel av Fonofon |
| 1980 | Good old days, festföreställning |                                                                                                   |                                         | Premiär 9 maj 1980 Elisabeth Söderström, Birgit Nordin, Roland von Malmborg, Janne Carlsson 2 föreställningar |
| 1982 | Kusinen från Batavia Der Vetter aus Dingsda | Eduard Künneke, Herman Haller och Fritz Oliven Översättning Arne Tyrén                            | Arne Tyrén                              | Premiär 6 juli 1982 Berith Bohm, Arne Tyrén, Susanne Larsson, Eva Serning, Tommy Juth, Rolf Björling, Bruno Wintzell, Pia Svorono, Lennart Stregård Dirigent Lars-Gunnar Björklund |
| 1983 | Den sköna Galathea Die schöne Galathée | Franz von Suppé och "Poly Henrion"                                                                | Arne Tyrén                              | Premiär 4 juli 1983 Eva Serning, Rolf Björling, Arne Tyrén, Ingrid Tobiasson Dirigent Frieder Meschwitz, Scenografi och kostym Björn Edh |
| 1984 | Viva la mama Le convenienze ed inconvenienze teatrali                                                                                               | Gaetano Donizetti och Domenico Gilardoni                                                          | Arne Tyrén                              | Premiär 18 juni 1984 Carl Johan Falkman, Margareta Hallin, Rolf Björling, Arne Tyrén, Helena Amoghli, Lars Kullenbo, Timo Nissinen, Nina Rödsrud, Tore Sundin Dirigent Lars-Gunnar Björklund, Scenografi och kostym Björn Edh |
| 1985 | Cavallerijungfrun | Kaj Chydenius, Vivica Bandler, Staffan Skott och Björn Barlach                                    | Vivica Bandler                          | Premiär 22 februari 1985 Arja Saijonmaa, Bertil Norström, Lennart Stregård, Conny Borg, Peter Jöback Dirigent Per Lyng, Koreografi Carina Jarlemark, Scenografi Erik Söderberg, Kostym Gunnel Nilsson, Ljus Alf Guillemaut och Lars Andersson |
| 1990 | Le roi Bérenger | Heinrich Sutermeister                                                                             | Georg Malvius                           | Premiär 26 januari 1990 Mikael Axelsson, Sigrid Holmquist, Kristin Aabel, Lars Palerius, Marie-Louise Gefvert, Ulrik Qvale Dirigent Per Borin, Scenografi Martin Rupprecht |
| 1990 | M. Butterfly | David Henry Hwang                                                                                 | Georg Malvius                           | Premiär 6 april 1990 Bo Samuelson, Richard Carlsohn, Robert Barklund, Inga Landgré, Åke Hellberg, Yvonne Wangrot, Miguel Cortez, Hans Larsson, Maire Sillanpää Koreografi Mu Hsueh-Liang, Scenografi Ellen Cairns |
| 1990 | La Belle Epoque | Thomas Sundström och Alexander Moberg                                                             | Alexander Moberg                        | Premiär 7 april 1990 Eva Bengtsson, Lennart Rudolph, Tomas Tivemark, Anna Norberg, Karin Pagmar, Jorunn Svensk, Charlotte Ardai, Lars Fager, Lennart Bäck, Sölve Dogertz, Cia Berg, Tommy Körberg Koreografi Per Eric Asplund, Dirigent Boel Adler, Scenografi Isabella Bywater, Mask Sabrina Hagegård |
| 1991 | Zorba! | Fred Ebb, John Kander och Joseph Stein                                                            | Georg Malvius                           | Premiär 20 juli 1991 Tomas Bolme, Richard Carlsohn, Antonio Di Ponziano, Elisabeth Nordkvist, Anna-Lotta Larsson, Anna-Lena Hemström, Meg Westergren, Rikard Bergqvist, Bodil Granlid, Johan Hellström, Steve Kratz, Olle Pettersson, Magnus Roosmann, Bo Samuelson, Per Sandborgh, Josephine Selander, Maire Sillanpää, Carina Söderman, Hans Wiborg, Lars Wiik Koreografi Juhani Rytkölä, Scenografi Ellen Cairns |
| 1992 | Dødsdansen Dödsdansen | August Strindberg Översättning Steen Albrechtsen                                                  | Staffan Valdemar Holm                   | Premiär 14 april 1992 Ghita Nørby, Frits Helmuth, Joen Bille Scenografi Åsa Liberath Gästspel från Privat Teatret, Köpenhamn 2 föreställningar |
| 2004 | Tre omogna killar + en kärring |                                                                                                   |                                         | Premiär 12 mars 2004 Anna Lena Brundin, Patrik Larsson, Måns Möller, Özz Nûjen |
| 2004 | 2.5 minuts resa | Lisa Kron                                                                                         | Vesna Stanisic Dan Wilson               | Premiär 29 mars 2004 Marga Pettersson Scenografi Jan Öqvist |
| 2010 | The Gaza mono-logues |                                                                                                   | Iman Aoun                               | Premiär 17 oktober 2010 |
| 2016 | En druva i solen A Raisin in the Sun | Lorraine Hansberry Översättning Lisbeth Grönlund                                                  | Josette Bushell-Mingo                   | Premiär 2 april 2016 Kayode Kayo Shekoni, David Lenneman, Anna Thiam, Adam Högblom, Asha Ali, John-Alexander Eriksson, Måns Clausen, Carl Jacobson Scenografi och kostym Lotta Nilsson, Mask Eva Rizell, Ljus Peter Stockhaus 6 föreställningar |